# Neuroptera
A ordem Neuroptera (do grego neuron = nervura e pteron = asa) é representada pelos crisopídeos, bicho-lixeiro (Família Chrysopidae) e formiga-leão (Família Myrmeleontidae), sendo que seus nomes populares podem variar em cada região. Esta ordem pertence à superordem Neuropterida   (Insecta: Holometabola), com cerca de 5.500 espécies conhecidas em 18 famílias, e  há aproximadamente 6 mil espécies descritas, distribuídas em 17 famílias, sendo que entre elas, Chrysopidae e Mymeleontidae são as mais abundantes e amplamente distribuídas, com cerca de 2 mil espécies. São holometábolos predadores e podem ser encontrados em cavernas, vegetação em geral e agroecossistemas, com larvas que podem ser terrestres ou aquáticas. As larvas de algumas espécies podem ser encontradas no solo ou na serrapilheira. Devido ao comportamento predatório, têm sido utilizados no controle biológico de algumas pragas, como ácaros, afídeos e cochonilhas.

## Características Gerais

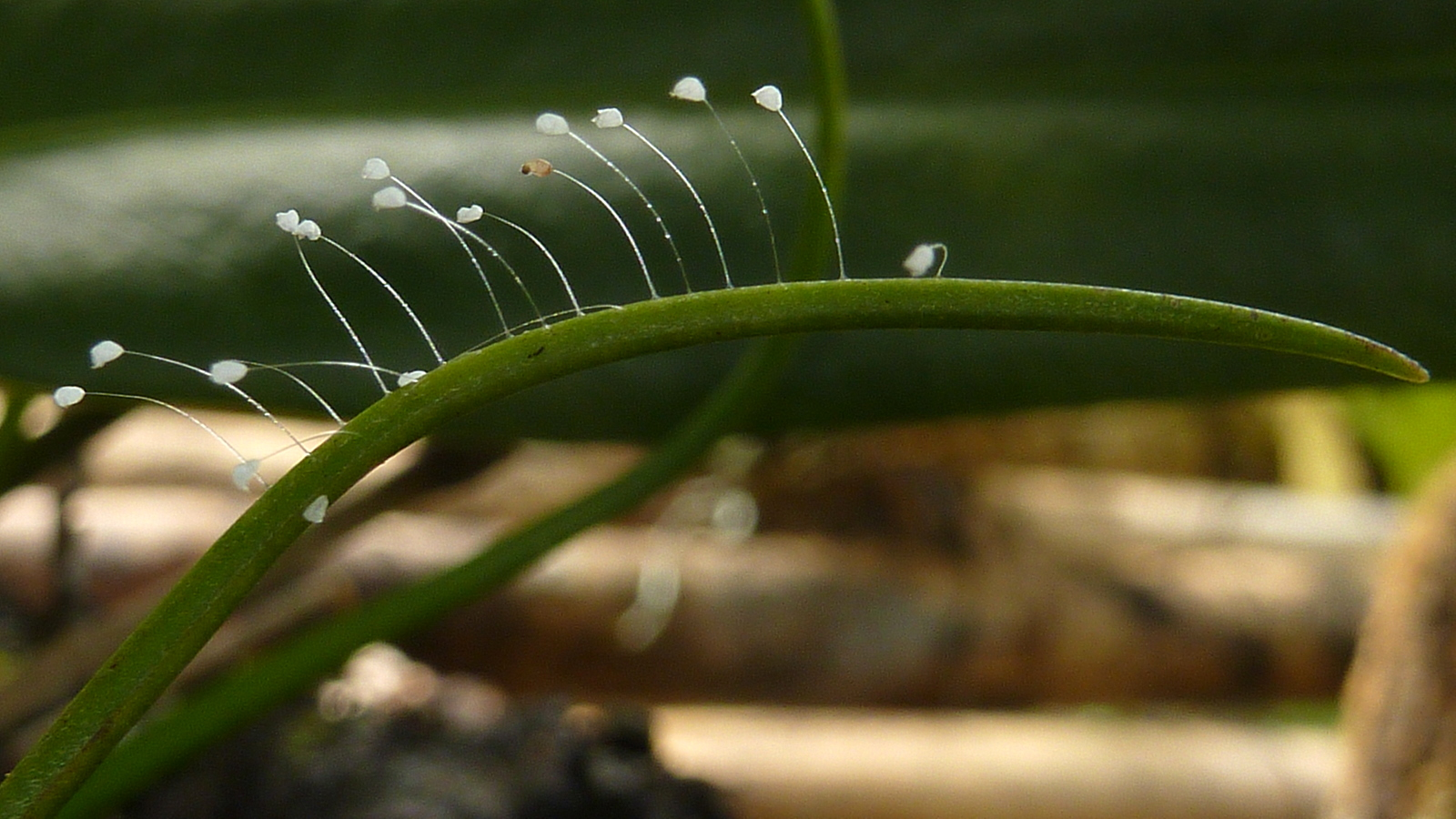
Ovos pedunculados

A ordem Neuroptera recebe este nome por possuir muitas nervuras nas asas, formando uma trama. O sistema de nervação das asas pode variar, contudo na maioria das espécies, além das nervuras principais, existem nervuras acessórias, formando uma trama ou retículo, semelhante às asas das libélulas (Odonata), e possuem 2 pares de asas. Morfologicamente, esses insetos apresentam um aparelho bucal mandibulado do tipo mastigador, cabeça variável, grandes olhos compostos; antenas com muitas articulações curtas ou alongadas (moniliformes, filiformes, setáceas ou clavadas) e ocelos presentes ou não. Tanto os adultos quanto as larvas são predadores de insetos de corpo mole, como cochonilhas, pulgões, ovos e larvas neonatas de lepidópteros, ainda que muitos se alimentem de secreções açucaradas produzidas por hemípteros, pólen e outras substâncias encontradas na natureza, apresentando, portanto, dieta onívora. Têm sistemas de comunicação através de vibração do substrato, cujos sinais geralmente são utilizados no comportamento de corte e para localização ou reconhecimento de presas. Possuem reprodução sexuada, são ovíparos, muitas vezes, com ovos pedunculados; as larvas das principais famílias são terrestres, oligópodes (muitos pares de pés) e, geralmente, tecem casulos de seda onde ocorre a transformação em pupa.

## Aspectos Morfológicos

### Indivíduo Imaturo
Os ovos possuem a forma oval ou cilíndrica e são colocados sobre um pedicelo de·diferentes alturas (Cluysopidae e Mantispidae), às vezes diretamente sobre madeira em apodrecimento no solo (Ascalaphidae), sob a lâmina d'água (Sisyridae), em grupos ou de forma isolada. O rompimento do ovo dá-se pelo movimento de contração e expansão abdominal da larva, que promove pressão sobre a região da micrópila, por onde emergem utilizando-se do ovirruptor, estrutura em forma de crista ou lâmina muito dura, localizada na região clípeo-labral.
O desenvolvimento larval geralmente tem três ínstares (fases do estágio larval de alguns insetos holometábolos). A forma larval campodeiforme prevalece, com variações em lthonidae, que se assemelha à forma escarabeiforme, e em Mantispidae, com o segundo e terceiro ínstares vermiformes. As larvas podem ser terrestres ou aquáticas, porém todas são predadoras com grande capacidade de caça, com formas características para as diferentes famílias. Os neurópteros alimentam-se geralmente de insetos, entretanto os indivíduos da Família Sisyridae preferem esponjas de água doce ou Bryozoa. São, na maioria das famílias, prognatas (ou seja, possuem acentuada projeção do maxilar inferior para a frente), alongadas, robustas ou frágeis, com peças bucais compridas. Na alimentação, valem-se de um tubo formado pela justaposição da mandíbula e maxila, por onde o fluido corporal das presas é ingerido. Esse tubo formado pela união da mandíbula-maxila pode ser reto ou curvo, com ou sem dentes. As larvas dos mirmeleontídeos constroem, no solo arenoso, armadilhas na forma de funil para captura de pequenas presas. Os crisopídeos alimentam-se de insetos pequenos em meio à vegetação e têm o hábito de carregar no dorso as carcaças dos insetos sugados, bem como resíduos encontrados no ambiente; para isso, o corpo é densamente coberto de cerdas e projeções. Esse comportamento confere às larvas o nome de "bicho-lixeiro". As larvas de nemopterídeos caçam avidamente na superfície do solo inóspito do deserto e as larvas de berotídeos possuem glândulas retais que produzem gases para a captura de presas. A digestão é interrompida no final do intestino médio e os túbulos de Malpighi atuam como glândulas. Os resíduos sólidos são liberados na forma de mecônio durante o estágio de empupação. Ao final do desenvolvimento, a larva tece um casulo, cuja estrutura é mantida por fios de seda produzidos pelos túbulos de Malpighi e exteriorizados pelo ânus. O casulo possui, em geral, duas camadas, a externa com os objetos coletados e guardados sobre o dorso da larva. A empupação ocorre dentro da camada interna. Inicialmente há a formação de uma pré-pupa e, posteriormente, o aparecimento da pupa livre. Ao final da empupação, o adulto emerge e, após alguns instantes, há o desprendimento e distensão das asas após o bombeamento da hemolinfa, formando então o adulto.

### Indivíduo Adulto
Os neurópteros adultos, de modo geral, caracterizam-se por possuir olhos grandes, esféricos e proeminentes, não apresentando ocelos (exceto em Osmylidae). A cabeça é geralmente mais larga do que longa, havendo, portanto, clípeo e labros mais compactos (exceto em Nemopteridae, que possuem clípeo e labro alongados). A margem distal do labro é escavada, sendo que este, juntamente com o clípeo, recobre as peças bucais desses insetos; os palpos maxilares possuem cinco artículos, sendo o último dilatado, e os palpos labiais apresentam dois ou três artículos que são bem alongados. As antenas podem estar presentes de diversas formas: longas, multiarticuladas, filiformes ou moniliformes, fiabeladas em Dilaridae (macho) e clavadas em Ascalaphidae, Stilbopterygidae e Myrmeleontidae. Protórax móvel, muito grande e longo em Mantispidae, e muito curto, reduzido a um anel, em Ascalaphidae; o meso e metatórax são subdivididos por suturas. As pernas dos neurópteros adultos são comumente finas, longas e ambulatoriais, exceto a anterior de Mantispidae e de alguns Berothidae, que são raptoriais, similares às de louva-deus. Possuem fêmures e tíbias robustos, com cerdas em toda a superfície. Apresentam dois pares de asas membranosas, com grande número de veias longitudinais e transversais (exceto Coniopterygidae, que possui um número reduzido de veias transversais), que geram diferentes padrões de venação; nos hemerobídeos, o par de asas anterior pode se ser mais esclerotizado e assumir a forma de élitro, que não tem mais função de voo, servindo apenas para a proteção do par de asas membranosas. As asas anterior e posterior são geralmente iguais ou subiguais, com diferentes graus de esclerosação, variando de transparentes hialinas a opacas.

## Taxonomia e Filogenia
Ao abordarmos um panorama histórico-evolutivo, nota-se que há registros fósseis de Neuroptera desde o Permiano Superior, embora de maneira fragmentada, e a afinidade desses fósseis com os táxons atuais é indeterminada. Foram encontrados fósseis do Mesozóico da extinta família Permithonidae, que tem como característica principal a estrutura de asa primitiva, porém sua afinidade com os fósseis atuais também é amplamente discutida. Já no Jurássico aparecem fósseis relacionados a subordens viventes como Myrmeleontiformia e Hemerobiiformia. Do Cretáceo e do Eoceno há pedras de âmbar com espécimes de muitas famílias modernas como Berothidae, Mantispidae e Osmylidae. Atualmente a ordem Neuroptera é mundialmente distribuída (sendo considerada, portanto, cosmopolita), apesar de não ser encontrada na Antártida.
A ordem Neuroptera, juntamente com Megaloptera e Raphidioptera, formam a superordem Neuropterida, que é considerada um dos mais antigos táxons dentro dos Holometabola. Segundo evidências morfológicas e moleculares esta superordem é considerada um grupo monofilético tendo como grupo-irmão os Coleópteros. Características sinapomórficas, em sua maioria presentes na larva, distinguem os Neuroptera dos outros Neuropterida. Porém, recentemente, foi feito um estudo filogenético com base em genes nucleares e mitocondriais e dados comparativos de estruturas genitais, fusão dos túbulos de Malpighi no intestino, e estrutura larval que levaram à sugestão de que Neuroptera e Megaloptera seriam um grupo-irmão, formando uma dicotomia com Raphidioptera.
Na filogenia adotada, os Neuroptera se dividem em 17 famílias agrupadas em 3 subordens, sendo elas: Nevrorthiformia, Myrmeleontiformia e Hemerobiiformia. Nevrorthiformia e Myrmeleontiformia estão bem sustentadas por dados moleculares e morfológicos, porém o mesmo não ocorre com Hemerobiiformia. Esses dados apontam que larvas aquáticas eram o estado primitivo do estilo de vida dos Neuroptera, mas dados morfológicos nos mostram que essa característica pode ter sido adquirida secundariamente.
Nevrorthiformia tem um grupo, Nevrorthidae, e constitui a linhagem mais basal dos Neuroptera; já Myrmeleontiformia é formada por dois grupos: o primeiro é constituído por Nemopteridae e Psychopsidae, e o segundo por Nymphidae, Myrmeleoontidae e Ascalaphidae. Os demais grupos pertencem à subordem Hemerobiiformia, cuja monofilia ainda não está estabelecida.
|  | Nemopteridae |
|  |              |
|  | Psychopsidae |
|  |              |

|  | Nymphidae                                                       |
|  |                                                                 |
|  | \| \| Myrmeleontidae \| \| \| \| \| \| Ascalaphidae \| \| \| \| |
|  |                                                                 |
|  | Myrmeleontidae                                                  |
|  |                                                                 |
|  | Ascalaphidae                                                    |
|  |                                                                 |

|  | Myrmeleontidae |
|  |                |
|  | Ascalaphidae   |
|  |                |

|  | Nemopteridae |
|  |              |
|  | Psychopsidae |
|  |              |

|  | Nymphidae                                                       |
|  |                                                                 |
|  | \| \| Myrmeleontidae \| \| \| \| \| \| Ascalaphidae \| \| \| \| |
|  |                                                                 |
|  | Myrmeleontidae                                                  |
|  |                                                                 |
|  | Ascalaphidae                                                    |
|  |                                                                 |

|  | Myrmeleontidae |
|  |                |
|  | Ascalaphidae   |
|  |                |

|  | Ithonidae        |
|  |                  |
|  | Polystoechotidae |
|  |                  |

|  | Chrysopidae |
|  |             |
|  | Osmylidae   |
|  |             |

|  | Hemerobiidae |
|  |              |

|  | Coniopterygidae |
|  |                 |
|  | Sisyridae       |
|  |                 |

|  | Mantispidae                                                     |
|  |                                                                 |
|  | \| \| Rhachiberothidae \| \| \| \| \| \| Berothidae \| \| \| \| |
|  |                                                                 |
|  | Rhachiberothidae                                                |
|  |                                                                 |
|  | Berothidae                                                      |
|  |                                                                 |

|  | Rhachiberothidae |
|  |                  |
|  | Berothidae       |
|  |                  |

|  | Mantispidae                                                     |
|  |                                                                 |
|  | \| \| Rhachiberothidae \| \| \| \| \| \| Berothidae \| \| \| \| |
|  |                                                                 |
|  | Rhachiberothidae                                                |
|  |                                                                 |
|  | Berothidae                                                      |
|  |                                                                 |

|  | Rhachiberothidae |
|  |                  |
|  | Berothidae       |
|  |                  |

|  | Coniopterygidae |
|  |                 |
|  | Sisyridae       |
|  |                 |

|  | Mantispidae                                                     |
|  |                                                                 |
|  | \| \| Rhachiberothidae \| \| \| \| \| \| Berothidae \| \| \| \| |
|  |                                                                 |
|  | Rhachiberothidae                                                |
|  |                                                                 |
|  | Berothidae                                                      |
|  |                                                                 |

|  | Rhachiberothidae |
|  |                  |
|  | Berothidae       |
|  |                  |

|  | Mantispidae                                                     |
|  |                                                                 |
|  | \| \| Rhachiberothidae \| \| \| \| \| \| Berothidae \| \| \| \| |
|  |                                                                 |
|  | Rhachiberothidae                                                |
|  |                                                                 |
|  | Berothidae                                                      |
|  |                                                                 |

|  | Rhachiberothidae |
|  |                  |
|  | Berothidae       |
|  |                  |

|  | Hemerobiidae |
|  |              |

|  | Coniopterygidae |
|  |                 |
|  | Sisyridae       |
|  |                 |

|  | Mantispidae                                                     |
|  |                                                                 |
|  | \| \| Rhachiberothidae \| \| \| \| \| \| Berothidae \| \| \| \| |
|  |                                                                 |
|  | Rhachiberothidae                                                |
|  |                                                                 |
|  | Berothidae                                                      |
|  |                                                                 |

|  | Rhachiberothidae |
|  |                  |
|  | Berothidae       |
|  |                  |

|  | Mantispidae                                                     |
|  |                                                                 |
|  | \| \| Rhachiberothidae \| \| \| \| \| \| Berothidae \| \| \| \| |
|  |                                                                 |
|  | Rhachiberothidae                                                |
|  |                                                                 |
|  | Berothidae                                                      |
|  |                                                                 |

|  | Rhachiberothidae |
|  |                  |
|  | Berothidae       |
|  |                  |

|  | Coniopterygidae |
|  |                 |
|  | Sisyridae       |
|  |                 |

|  | Mantispidae                                                     |
|  |                                                                 |
|  | \| \| Rhachiberothidae \| \| \| \| \| \| Berothidae \| \| \| \| |
|  |                                                                 |
|  | Rhachiberothidae                                                |
|  |                                                                 |
|  | Berothidae                                                      |
|  |                                                                 |

|  | Rhachiberothidae |
|  |                  |
|  | Berothidae       |
|  |                  |

|  | Mantispidae                                                     |
|  |                                                                 |
|  | \| \| Rhachiberothidae \| \| \| \| \| \| Berothidae \| \| \| \| |
|  |                                                                 |
|  | Rhachiberothidae                                                |
|  |                                                                 |
|  | Berothidae                                                      |
|  |                                                                 |

|  | Rhachiberothidae |
|  |                  |
|  | Berothidae       |
|  |                  |

|  | Chrysopidae |
|  |             |
|  | Osmylidae   |
|  |             |

|  | Hemerobiidae |
|  |              |

|  | Coniopterygidae |
|  |                 |
|  | Sisyridae       |
|  |                 |

|  | Mantispidae                                                     |
|  |                                                                 |
|  | \| \| Rhachiberothidae \| \| \| \| \| \| Berothidae \| \| \| \| |
|  |                                                                 |
|  | Rhachiberothidae                                                |
|  |                                                                 |
|  | Berothidae                                                      |
|  |                                                                 |

|  | Rhachiberothidae |
|  |                  |
|  | Berothidae       |
|  |                  |

|  | Mantispidae                                                     |
|  |                                                                 |
|  | \| \| Rhachiberothidae \| \| \| \| \| \| Berothidae \| \| \| \| |
|  |                                                                 |
|  | Rhachiberothidae                                                |
|  |                                                                 |
|  | Berothidae                                                      |
|  |                                                                 |

|  | Rhachiberothidae |
|  |                  |
|  | Berothidae       |
|  |                  |

|  | Coniopterygidae |
|  |                 |
|  | Sisyridae       |
|  |                 |

|  | Mantispidae                                                     |
|  |                                                                 |
|  | \| \| Rhachiberothidae \| \| \| \| \| \| Berothidae \| \| \| \| |
|  |                                                                 |
|  | Rhachiberothidae                                                |
|  |                                                                 |
|  | Berothidae                                                      |
|  |                                                                 |

|  | Rhachiberothidae |
|  |                  |
|  | Berothidae       |
|  |                  |

|  | Mantispidae                                                     |
|  |                                                                 |
|  | \| \| Rhachiberothidae \| \| \| \| \| \| Berothidae \| \| \| \| |
|  |                                                                 |
|  | Rhachiberothidae                                                |
|  |                                                                 |
|  | Berothidae                                                      |
|  |                                                                 |

|  | Rhachiberothidae |
|  |                  |
|  | Berothidae       |
|  |                  |

|  | Hemerobiidae |
|  |              |

|  | Coniopterygidae |
|  |                 |
|  | Sisyridae       |
|  |                 |

|  | Mantispidae                                                     |
|  |                                                                 |
|  | \| \| Rhachiberothidae \| \| \| \| \| \| Berothidae \| \| \| \| |
|  |                                                                 |
|  | Rhachiberothidae                                                |
|  |                                                                 |
|  | Berothidae                                                      |
|  |                                                                 |

|  | Rhachiberothidae |
|  |                  |
|  | Berothidae       |
|  |                  |

|  | Mantispidae                                                     |
|  |                                                                 |
|  | \| \| Rhachiberothidae \| \| \| \| \| \| Berothidae \| \| \| \| |
|  |                                                                 |
|  | Rhachiberothidae                                                |
|  |                                                                 |
|  | Berothidae                                                      |
|  |                                                                 |

|  | Rhachiberothidae |
|  |                  |
|  | Berothidae       |
|  |                  |

|  | Coniopterygidae |
|  |                 |
|  | Sisyridae       |
|  |                 |

|  | Mantispidae                                                     |
|  |                                                                 |
|  | \| \| Rhachiberothidae \| \| \| \| \| \| Berothidae \| \| \| \| |
|  |                                                                 |
|  | Rhachiberothidae                                                |
|  |                                                                 |
|  | Berothidae                                                      |
|  |                                                                 |

|  | Rhachiberothidae |
|  |                  |
|  | Berothidae       |
|  |                  |

|  | Mantispidae                                                     |
|  |                                                                 |
|  | \| \| Rhachiberothidae \| \| \| \| \| \| Berothidae \| \| \| \| |
|  |                                                                 |
|  | Rhachiberothidae                                                |
|  |                                                                 |
|  | Berothidae                                                      |
|  |                                                                 |

|  | Rhachiberothidae |
|  |                  |
|  | Berothidae       |
|  |                  |

|  | Ithonidae        |
|  |                  |
|  | Polystoechotidae |
|  |                  |

|  | Chrysopidae |
|  |             |
|  | Osmylidae   |
|  |             |

|  | Hemerobiidae |
|  |              |

|  | Coniopterygidae |
|  |                 |
|  | Sisyridae       |
|  |                 |

|  | Mantispidae                                                     |
|  |                                                                 |
|  | \| \| Rhachiberothidae \| \| \| \| \| \| Berothidae \| \| \| \| |
|  |                                                                 |
|  | Rhachiberothidae                                                |
|  |                                                                 |
|  | Berothidae                                                      |
|  |                                                                 |

|  | Rhachiberothidae |
|  |                  |
|  | Berothidae       |
|  |                  |

|  | Mantispidae                                                     |
|  |                                                                 |
|  | \| \| Rhachiberothidae \| \| \| \| \| \| Berothidae \| \| \| \| |
|  |                                                                 |
|  | Rhachiberothidae                                                |
|  |                                                                 |
|  | Berothidae                                                      |
|  |                                                                 |

|  | Rhachiberothidae |
|  |                  |
|  | Berothidae       |
|  |                  |

|  | Coniopterygidae |
|  |                 |
|  | Sisyridae       |
|  |                 |

|  | Mantispidae                                                     |
|  |                                                                 |
|  | \| \| Rhachiberothidae \| \| \| \| \| \| Berothidae \| \| \| \| |
|  |                                                                 |
|  | Rhachiberothidae                                                |
|  |                                                                 |
|  | Berothidae                                                      |
|  |                                                                 |

|  | Rhachiberothidae |
|  |                  |
|  | Berothidae       |
|  |                  |

|  | Mantispidae                                                     |
|  |                                                                 |
|  | \| \| Rhachiberothidae \| \| \| \| \| \| Berothidae \| \| \| \| |
|  |                                                                 |
|  | Rhachiberothidae                                                |
|  |                                                                 |
|  | Berothidae                                                      |
|  |                                                                 |

|  | Rhachiberothidae |
|  |                  |
|  | Berothidae       |
|  |                  |

|  | Hemerobiidae |
|  |              |

|  | Coniopterygidae |
|  |                 |
|  | Sisyridae       |
|  |                 |

|  | Mantispidae                                                     |
|  |                                                                 |
|  | \| \| Rhachiberothidae \| \| \| \| \| \| Berothidae \| \| \| \| |
|  |                                                                 |
|  | Rhachiberothidae                                                |
|  |                                                                 |
|  | Berothidae                                                      |
|  |                                                                 |

|  | Rhachiberothidae |
|  |                  |
|  | Berothidae       |
|  |                  |

|  | Mantispidae                                                     |
|  |                                                                 |
|  | \| \| Rhachiberothidae \| \| \| \| \| \| Berothidae \| \| \| \| |
|  |                                                                 |
|  | Rhachiberothidae                                                |
|  |                                                                 |
|  | Berothidae                                                      |
|  |                                                                 |

|  | Rhachiberothidae |
|  |                  |
|  | Berothidae       |
|  |                  |

|  | Coniopterygidae |
|  |                 |
|  | Sisyridae       |
|  |                 |

|  | Mantispidae                                                     |
|  |                                                                 |
|  | \| \| Rhachiberothidae \| \| \| \| \| \| Berothidae \| \| \| \| |
|  |                                                                 |
|  | Rhachiberothidae                                                |
|  |                                                                 |
|  | Berothidae                                                      |
|  |                                                                 |

|  | Rhachiberothidae |
|  |                  |
|  | Berothidae       |
|  |                  |

|  | Mantispidae                                                     |
|  |                                                                 |
|  | \| \| Rhachiberothidae \| \| \| \| \| \| Berothidae \| \| \| \| |
|  |                                                                 |
|  | Rhachiberothidae                                                |
|  |                                                                 |
|  | Berothidae                                                      |
|  |                                                                 |

|  | Rhachiberothidae |
|  |                  |
|  | Berothidae       |
|  |                  |

|  | Chrysopidae |
|  |             |
|  | Osmylidae   |
|  |             |

|  | Hemerobiidae |
|  |              |

|  | Coniopterygidae |
|  |                 |
|  | Sisyridae       |
|  |                 |

|  | Mantispidae                                                     |
|  |                                                                 |
|  | \| \| Rhachiberothidae \| \| \| \| \| \| Berothidae \| \| \| \| |
|  |                                                                 |
|  | Rhachiberothidae                                                |
|  |                                                                 |
|  | Berothidae                                                      |
|  |                                                                 |

|  | Rhachiberothidae |
|  |                  |
|  | Berothidae       |
|  |                  |

|  | Mantispidae                                                     |
|  |                                                                 |
|  | \| \| Rhachiberothidae \| \| \| \| \| \| Berothidae \| \| \| \| |
|  |                                                                 |
|  | Rhachiberothidae                                                |
|  |                                                                 |
|  | Berothidae                                                      |
|  |                                                                 |

|  | Rhachiberothidae |
|  |                  |
|  | Berothidae       |
|  |                  |

|  | Coniopterygidae |
|  |                 |
|  | Sisyridae       |
|  |                 |

|  | Mantispidae                                                     |
|  |                                                                 |
|  | \| \| Rhachiberothidae \| \| \| \| \| \| Berothidae \| \| \| \| |
|  |                                                                 |
|  | Rhachiberothidae                                                |
|  |                                                                 |
|  | Berothidae                                                      |
|  |                                                                 |

|  | Rhachiberothidae |
|  |                  |
|  | Berothidae       |
|  |                  |

|  | Mantispidae                                                     |
|  |                                                                 |
|  | \| \| Rhachiberothidae \| \| \| \| \| \| Berothidae \| \| \| \| |
|  |                                                                 |
|  | Rhachiberothidae                                                |
|  |                                                                 |
|  | Berothidae                                                      |
|  |                                                                 |

|  | Rhachiberothidae |
|  |                  |
|  | Berothidae       |
|  |                  |

|  | Hemerobiidae |
|  |              |

|  | Coniopterygidae |
|  |                 |
|  | Sisyridae       |
|  |                 |

|  | Mantispidae                                                     |
|  |                                                                 |
|  | \| \| Rhachiberothidae \| \| \| \| \| \| Berothidae \| \| \| \| |
|  |                                                                 |
|  | Rhachiberothidae                                                |
|  |                                                                 |
|  | Berothidae                                                      |
|  |                                                                 |

|  | Rhachiberothidae |
|  |                  |
|  | Berothidae       |
|  |                  |

|  | Mantispidae                                                     |
|  |                                                                 |
|  | \| \| Rhachiberothidae \| \| \| \| \| \| Berothidae \| \| \| \| |
|  |                                                                 |
|  | Rhachiberothidae                                                |
|  |                                                                 |
|  | Berothidae                                                      |
|  |                                                                 |

|  | Rhachiberothidae |
|  |                  |
|  | Berothidae       |
|  |                  |

|  | Coniopterygidae |
|  |                 |
|  | Sisyridae       |
|  |                 |

|  | Mantispidae                                                     |
|  |                                                                 |
|  | \| \| Rhachiberothidae \| \| \| \| \| \| Berothidae \| \| \| \| |
|  |                                                                 |
|  | Rhachiberothidae                                                |
|  |                                                                 |
|  | Berothidae                                                      |
|  |                                                                 |

|  | Rhachiberothidae |
|  |                  |
|  | Berothidae       |
|  |                  |

|  | Mantispidae                                                     |
|  |                                                                 |
|  | \| \| Rhachiberothidae \| \| \| \| \| \| Berothidae \| \| \| \| |
|  |                                                                 |
|  | Rhachiberothidae                                                |
|  |                                                                 |
|  | Berothidae                                                      |
|  |                                                                 |

|  | Rhachiberothidae |
|  |                  |
|  | Berothidae       |
|  |                  |

|  | Nemopteridae |
|  |              |
|  | Psychopsidae |
|  |              |

|  | Nymphidae                                                       |
|  |                                                                 |
|  | \| \| Myrmeleontidae \| \| \| \| \| \| Ascalaphidae \| \| \| \| |
|  |                                                                 |
|  | Myrmeleontidae                                                  |
|  |                                                                 |
|  | Ascalaphidae                                                    |
|  |                                                                 |

|  | Myrmeleontidae |
|  |                |
|  | Ascalaphidae   |
|  |                |

|  | Nemopteridae |
|  |              |
|  | Psychopsidae |
|  |              |

|  | Nymphidae                                                       |
|  |                                                                 |
|  | \| \| Myrmeleontidae \| \| \| \| \| \| Ascalaphidae \| \| \| \| |
|  |                                                                 |
|  | Myrmeleontidae                                                  |
|  |                                                                 |
|  | Ascalaphidae                                                    |
|  |                                                                 |

|  | Myrmeleontidae |
|  |                |
|  | Ascalaphidae   |
|  |                |

|  | Ithonidae        |
|  |                  |
|  | Polystoechotidae |
|  |                  |

|  | Chrysopidae |
|  |             |
|  | Osmylidae   |
|  |             |

|  | Hemerobiidae |
|  |              |

|  | Coniopterygidae |
|  |                 |
|  | Sisyridae       |
|  |                 |

|  | Mantispidae                                                     |
|  |                                                                 |
|  | \| \| Rhachiberothidae \| \| \| \| \| \| Berothidae \| \| \| \| |
|  |                                                                 |
|  | Rhachiberothidae                                                |
|  |                                                                 |
|  | Berothidae                                                      |
|  |                                                                 |

|  | Rhachiberothidae |
|  |                  |
|  | Berothidae       |
|  |                  |

|  | Mantispidae                                                     |
|  |                                                                 |
|  | \| \| Rhachiberothidae \| \| \| \| \| \| Berothidae \| \| \| \| |
|  |                                                                 |
|  | Rhachiberothidae                                                |
|  |                                                                 |
|  | Berothidae                                                      |
|  |                                                                 |

|  | Rhachiberothidae |
|  |                  |
|  | Berothidae       |
|  |                  |

|  | Coniopterygidae |
|  |                 |
|  | Sisyridae       |
|  |                 |

|  | Mantispidae                                                     |
|  |                                                                 |
|  | \| \| Rhachiberothidae \| \| \| \| \| \| Berothidae \| \| \| \| |
|  |                                                                 |
|  | Rhachiberothidae                                                |
|  |                                                                 |
|  | Berothidae                                                      |
|  |                                                                 |

|  | Rhachiberothidae |
|  |                  |
|  | Berothidae       |
|  |                  |

|  | Mantispidae                                                     |
|  |                                                                 |
|  | \| \| Rhachiberothidae \| \| \| \| \| \| Berothidae \| \| \| \| |
|  |                                                                 |
|  | Rhachiberothidae                                                |
|  |                                                                 |
|  | Berothidae                                                      |
|  |                                                                 |

|  | Rhachiberothidae |
|  |                  |
|  | Berothidae       |
|  |                  |

|  | Hemerobiidae |
|  |              |

|  | Coniopterygidae |
|  |                 |
|  | Sisyridae       |
|  |                 |

|  | Mantispidae                                                     |
|  |                                                                 |
|  | \| \| Rhachiberothidae \| \| \| \| \| \| Berothidae \| \| \| \| |
|  |                                                                 |
|  | Rhachiberothidae                                                |
|  |                                                                 |
|  | Berothidae                                                      |
|  |                                                                 |

|  | Rhachiberothidae |
|  |                  |
|  | Berothidae       |
|  |                  |

|  | Mantispidae                                                     |
|  |                                                                 |
|  | \| \| Rhachiberothidae \| \| \| \| \| \| Berothidae \| \| \| \| |
|  |                                                                 |
|  | Rhachiberothidae                                                |
|  |                                                                 |
|  | Berothidae                                                      |
|  |                                                                 |

|  | Rhachiberothidae |
|  |                  |
|  | Berothidae       |
|  |                  |

|  | Coniopterygidae |
|  |                 |
|  | Sisyridae       |
|  |                 |

|  | Mantispidae                                                     |
|  |                                                                 |
|  | \| \| Rhachiberothidae \| \| \| \| \| \| Berothidae \| \| \| \| |
|  |                                                                 |
|  | Rhachiberothidae                                                |
|  |                                                                 |
|  | Berothidae                                                      |
|  |                                                                 |

|  | Rhachiberothidae |
|  |                  |
|  | Berothidae       |
|  |                  |

|  | Mantispidae                                                     |
|  |                                                                 |
|  | \| \| Rhachiberothidae \| \| \| \| \| \| Berothidae \| \| \| \| |
|  |                                                                 |
|  | Rhachiberothidae                                                |
|  |                                                                 |
|  | Berothidae                                                      |
|  |                                                                 |

|  | Rhachiberothidae |
|  |                  |
|  | Berothidae       |
|  |                  |

|  | Chrysopidae |
|  |             |
|  | Osmylidae   |
|  |             |

|  | Hemerobiidae |
|  |              |

|  | Coniopterygidae |
|  |                 |
|  | Sisyridae       |
|  |                 |

|  | Mantispidae                                                     |
|  |                                                                 |
|  | \| \| Rhachiberothidae \| \| \| \| \| \| Berothidae \| \| \| \| |
|  |                                                                 |
|  | Rhachiberothidae                                                |
|  |                                                                 |
|  | Berothidae                                                      |
|  |                                                                 |

|  | Rhachiberothidae |
|  |                  |
|  | Berothidae       |
|  |                  |

|  | Mantispidae                                                     |
|  |                                                                 |
|  | \| \| Rhachiberothidae \| \| \| \| \| \| Berothidae \| \| \| \| |
|  |                                                                 |
|  | Rhachiberothidae                                                |
|  |                                                                 |
|  | Berothidae                                                      |
|  |                                                                 |

|  | Rhachiberothidae |
|  |                  |
|  | Berothidae       |
|  |                  |

|  | Coniopterygidae |
|  |                 |
|  | Sisyridae       |
|  |                 |

|  | Mantispidae                                                     |
|  |                                                                 |
|  | \| \| Rhachiberothidae \| \| \| \| \| \| Berothidae \| \| \| \| |
|  |                                                                 |
|  | Rhachiberothidae                                                |
|  |                                                                 |
|  | Berothidae                                                      |
|  |                                                                 |

|  | Rhachiberothidae |
|  |                  |
|  | Berothidae       |
|  |                  |

|  | Mantispidae                                                     |
|  |                                                                 |
|  | \| \| Rhachiberothidae \| \| \| \| \| \| Berothidae \| \| \| \| |
|  |                                                                 |
|  | Rhachiberothidae                                                |
|  |                                                                 |
|  | Berothidae                                                      |
|  |                                                                 |

|  | Rhachiberothidae |
|  |                  |
|  | Berothidae       |
|  |                  |

|  | Hemerobiidae |
|  |              |

|  | Coniopterygidae |
|  |                 |
|  | Sisyridae       |
|  |                 |

|  | Mantispidae                                                     |
|  |                                                                 |
|  | \| \| Rhachiberothidae \| \| \| \| \| \| Berothidae \| \| \| \| |
|  |                                                                 |
|  | Rhachiberothidae                                                |
|  |                                                                 |
|  | Berothidae                                                      |
|  |                                                                 |

|  | Rhachiberothidae |
|  |                  |
|  | Berothidae       |
|  |                  |

|  | Mantispidae                                                     |
|  |                                                                 |
|  | \| \| Rhachiberothidae \| \| \| \| \| \| Berothidae \| \| \| \| |
|  |                                                                 |
|  | Rhachiberothidae                                                |
|  |                                                                 |
|  | Berothidae                                                      |
|  |                                                                 |

|  | Rhachiberothidae |
|  |                  |
|  | Berothidae       |
|  |                  |

|  | Coniopterygidae |
|  |                 |
|  | Sisyridae       |
|  |                 |

|  | Mantispidae                                                     |
|  |                                                                 |
|  | \| \| Rhachiberothidae \| \| \| \| \| \| Berothidae \| \| \| \| |
|  |                                                                 |
|  | Rhachiberothidae                                                |
|  |                                                                 |
|  | Berothidae                                                      |
|  |                                                                 |

|  | Rhachiberothidae |
|  |                  |
|  | Berothidae       |
|  |                  |

|  | Mantispidae                                                     |
|  |                                                                 |
|  | \| \| Rhachiberothidae \| \| \| \| \| \| Berothidae \| \| \| \| |
|  |                                                                 |
|  | Rhachiberothidae                                                |
|  |                                                                 |
|  | Berothidae                                                      |
|  |                                                                 |

|  | Rhachiberothidae |
|  |                  |
|  | Berothidae       |
|  |                  |

|  | Ithonidae        |
|  |                  |
|  | Polystoechotidae |
|  |                  |

|  | Chrysopidae |
|  |             |
|  | Osmylidae   |
|  |             |

|  | Hemerobiidae |
|  |              |

|  | Coniopterygidae |
|  |                 |
|  | Sisyridae       |
|  |                 |

|  | Mantispidae                                                     |
|  |                                                                 |
|  | \| \| Rhachiberothidae \| \| \| \| \| \| Berothidae \| \| \| \| |
|  |                                                                 |
|  | Rhachiberothidae                                                |
|  |                                                                 |
|  | Berothidae                                                      |
|  |                                                                 |

|  | Rhachiberothidae |
|  |                  |
|  | Berothidae       |
|  |                  |

|  | Mantispidae                                                     |
|  |                                                                 |
|  | \| \| Rhachiberothidae \| \| \| \| \| \| Berothidae \| \| \| \| |
|  |                                                                 |
|  | Rhachiberothidae                                                |
|  |                                                                 |
|  | Berothidae                                                      |
|  |                                                                 |

|  | Rhachiberothidae |
|  |                  |
|  | Berothidae       |
|  |                  |

|  | Coniopterygidae |
|  |                 |
|  | Sisyridae       |
|  |                 |

|  | Mantispidae                                                     |
|  |                                                                 |
|  | \| \| Rhachiberothidae \| \| \| \| \| \| Berothidae \| \| \| \| |
|  |                                                                 |
|  | Rhachiberothidae                                                |
|  |                                                                 |
|  | Berothidae                                                      |
|  |                                                                 |

|  | Rhachiberothidae |
|  |                  |
|  | Berothidae       |
|  |                  |

|  | Mantispidae                                                     |
|  |                                                                 |
|  | \| \| Rhachiberothidae \| \| \| \| \| \| Berothidae \| \| \| \| |
|  |                                                                 |
|  | Rhachiberothidae                                                |
|  |                                                                 |
|  | Berothidae                                                      |
|  |                                                                 |

|  | Rhachiberothidae |
|  |                  |
|  | Berothidae       |
|  |                  |

|  | Hemerobiidae |
|  |              |

|  | Coniopterygidae |
|  |                 |
|  | Sisyridae       |
|  |                 |

|  | Mantispidae                                                     |
|  |                                                                 |
|  | \| \| Rhachiberothidae \| \| \| \| \| \| Berothidae \| \| \| \| |
|  |                                                                 |
|  | Rhachiberothidae                                                |
|  |                                                                 |
|  | Berothidae                                                      |
|  |                                                                 |

|  | Rhachiberothidae |
|  |                  |
|  | Berothidae       |
|  |                  |

|  | Mantispidae                                                     |
|  |                                                                 |
|  | \| \| Rhachiberothidae \| \| \| \| \| \| Berothidae \| \| \| \| |
|  |                                                                 |
|  | Rhachiberothidae                                                |
|  |                                                                 |
|  | Berothidae                                                      |
|  |                                                                 |

|  | Rhachiberothidae |
|  |                  |
|  | Berothidae       |
|  |                  |

|  | Coniopterygidae |
|  |                 |
|  | Sisyridae       |
|  |                 |

|  | Mantispidae                                                     |
|  |                                                                 |
|  | \| \| Rhachiberothidae \| \| \| \| \| \| Berothidae \| \| \| \| |
|  |                                                                 |
|  | Rhachiberothidae                                                |
|  |                                                                 |
|  | Berothidae                                                      |
|  |                                                                 |

|  | Rhachiberothidae |
|  |                  |
|  | Berothidae       |
|  |                  |

|  | Mantispidae                                                     |
|  |                                                                 |
|  | \| \| Rhachiberothidae \| \| \| \| \| \| Berothidae \| \| \| \| |
|  |                                                                 |
|  | Rhachiberothidae                                                |
|  |                                                                 |
|  | Berothidae                                                      |
|  |                                                                 |

|  | Rhachiberothidae |
|  |                  |
|  | Berothidae       |
|  |                  |

|  | Chrysopidae |
|  |             |
|  | Osmylidae   |
|  |             |

|  | Hemerobiidae |
|  |              |

|  | Coniopterygidae |
|  |                 |
|  | Sisyridae       |
|  |                 |

|  | Mantispidae                                                     |
|  |                                                                 |
|  | \| \| Rhachiberothidae \| \| \| \| \| \| Berothidae \| \| \| \| |
|  |                                                                 |
|  | Rhachiberothidae                                                |
|  |                                                                 |
|  | Berothidae                                                      |
|  |                                                                 |

|  | Rhachiberothidae |
|  |                  |
|  | Berothidae       |
|  |                  |

|  | Mantispidae                                                     |
|  |                                                                 |
|  | \| \| Rhachiberothidae \| \| \| \| \| \| Berothidae \| \| \| \| |
|  |                                                                 |
|  | Rhachiberothidae                                                |
|  |                                                                 |
|  | Berothidae                                                      |
|  |                                                                 |

|  | Rhachiberothidae |
|  |                  |
|  | Berothidae       |
|  |                  |

|  | Coniopterygidae |
|  |                 |
|  | Sisyridae       |
|  |                 |

|  | Mantispidae                                                     |
|  |                                                                 |
|  | \| \| Rhachiberothidae \| \| \| \| \| \| Berothidae \| \| \| \| |
|  |                                                                 |
|  | Rhachiberothidae                                                |
|  |                                                                 |
|  | Berothidae                                                      |
|  |                                                                 |

|  | Rhachiberothidae |
|  |                  |
|  | Berothidae       |
|  |                  |

|  | Mantispidae                                                     |
|  |                                                                 |
|  | \| \| Rhachiberothidae \| \| \| \| \| \| Berothidae \| \| \| \| |
|  |                                                                 |
|  | Rhachiberothidae                                                |
|  |                                                                 |
|  | Berothidae                                                      |
|  |                                                                 |

|  | Rhachiberothidae |
|  |                  |
|  | Berothidae       |
|  |                  |

|  | Hemerobiidae |
|  |              |

|  | Coniopterygidae |
|  |                 |
|  | Sisyridae       |
|  |                 |

|  | Mantispidae                                                     |
|  |                                                                 |
|  | \| \| Rhachiberothidae \| \| \| \| \| \| Berothidae \| \| \| \| |
|  |                                                                 |
|  | Rhachiberothidae                                                |
|  |                                                                 |
|  | Berothidae                                                      |
|  |                                                                 |

|  | Rhachiberothidae |
|  |                  |
|  | Berothidae       |
|  |                  |

|  | Mantispidae                                                     |
|  |                                                                 |
|  | \| \| Rhachiberothidae \| \| \| \| \| \| Berothidae \| \| \| \| |
|  |                                                                 |
|  | Rhachiberothidae                                                |
|  |                                                                 |
|  | Berothidae                                                      |
|  |                                                                 |

|  | Rhachiberothidae |
|  |                  |
|  | Berothidae       |
|  |                  |

|  | Coniopterygidae |
|  |                 |
|  | Sisyridae       |
|  |                 |

|  | Mantispidae                                                     |
|  |                                                                 |
|  | \| \| Rhachiberothidae \| \| \| \| \| \| Berothidae \| \| \| \| |
|  |                                                                 |
|  | Rhachiberothidae                                                |
|  |                                                                 |
|  | Berothidae                                                      |
|  |                                                                 |

|  | Rhachiberothidae |
|  |                  |
|  | Berothidae       |
|  |                  |

|  | Mantispidae                                                     |
|  |                                                                 |
|  | \| \| Rhachiberothidae \| \| \| \| \| \| Berothidae \| \| \| \| |
|  |                                                                 |
|  | Rhachiberothidae                                                |
|  |                                                                 |
|  | Berothidae                                                      |
|  |                                                                 |

|  | Rhachiberothidae |
|  |                  |
|  | Berothidae       |
|  |                  |

|  | Nemopteridae |
|  |              |
|  | Psychopsidae |
|  |              |

|  | Nymphidae                                                       |
|  |                                                                 |
|  | \| \| Myrmeleontidae \| \| \| \| \| \| Ascalaphidae \| \| \| \| |
|  |                                                                 |
|  | Myrmeleontidae                                                  |
|  |                                                                 |
|  | Ascalaphidae                                                    |
|  |                                                                 |

|  | Myrmeleontidae |
|  |                |
|  | Ascalaphidae   |
|  |                |

|  | Nemopteridae |
|  |              |
|  | Psychopsidae |
|  |              |

|  | Nymphidae                                                       |
|  |                                                                 |
|  | \| \| Myrmeleontidae \| \| \| \| \| \| Ascalaphidae \| \| \| \| |
|  |                                                                 |
|  | Myrmeleontidae                                                  |
|  |                                                                 |
|  | Ascalaphidae                                                    |
|  |                                                                 |

|  | Myrmeleontidae |
|  |                |
|  | Ascalaphidae   |
|  |                |

|  | Ithonidae        |
|  |                  |
|  | Polystoechotidae |
|  |                  |

|  | Chrysopidae |
|  |             |
|  | Osmylidae   |
|  |             |

|  | Hemerobiidae |
|  |              |

|  | Coniopterygidae |
|  |                 |
|  | Sisyridae       |
|  |                 |

|  | Mantispidae                                                     |
|  |                                                                 |
|  | \| \| Rhachiberothidae \| \| \| \| \| \| Berothidae \| \| \| \| |
|  |                                                                 |
|  | Rhachiberothidae                                                |
|  |                                                                 |
|  | Berothidae                                                      |
|  |                                                                 |

|  | Rhachiberothidae |
|  |                  |
|  | Berothidae       |
|  |                  |

|  | Mantispidae                                                     |
|  |                                                                 |
|  | \| \| Rhachiberothidae \| \| \| \| \| \| Berothidae \| \| \| \| |
|  |                                                                 |
|  | Rhachiberothidae                                                |
|  |                                                                 |
|  | Berothidae                                                      |
|  |                                                                 |

|  | Rhachiberothidae |
|  |                  |
|  | Berothidae       |
|  |                  |

|  | Coniopterygidae |
|  |                 |
|  | Sisyridae       |
|  |                 |

|  | Mantispidae                                                     |
|  |                                                                 |
|  | \| \| Rhachiberothidae \| \| \| \| \| \| Berothidae \| \| \| \| |
|  |                                                                 |
|  | Rhachiberothidae                                                |
|  |                                                                 |
|  | Berothidae                                                      |
|  |                                                                 |

|  | Rhachiberothidae |
|  |                  |
|  | Berothidae       |
|  |                  |

|  | Mantispidae                                                     |
|  |                                                                 |
|  | \| \| Rhachiberothidae \| \| \| \| \| \| Berothidae \| \| \| \| |
|  |                                                                 |
|  | Rhachiberothidae                                                |
|  |                                                                 |
|  | Berothidae                                                      |
|  |                                                                 |

|  | Rhachiberothidae |
|  |                  |
|  | Berothidae       |
|  |                  |

|  | Hemerobiidae |
|  |              |

|  | Coniopterygidae |
|  |                 |
|  | Sisyridae       |
|  |                 |

|  | Mantispidae                                                     |
|  |                                                                 |
|  | \| \| Rhachiberothidae \| \| \| \| \| \| Berothidae \| \| \| \| |
|  |                                                                 |
|  | Rhachiberothidae                                                |
|  |                                                                 |
|  | Berothidae                                                      |
|  |                                                                 |

|  | Rhachiberothidae |
|  |                  |
|  | Berothidae       |
|  |                  |

|  | Mantispidae                                                     |
|  |                                                                 |
|  | \| \| Rhachiberothidae \| \| \| \| \| \| Berothidae \| \| \| \| |
|  |                                                                 |
|  | Rhachiberothidae                                                |
|  |                                                                 |
|  | Berothidae                                                      |
|  |                                                                 |

|  | Rhachiberothidae |
|  |                  |
|  | Berothidae       |
|  |                  |

|  | Coniopterygidae |
|  |                 |
|  | Sisyridae       |
|  |                 |

|  | Mantispidae                                                     |
|  |                                                                 |
|  | \| \| Rhachiberothidae \| \| \| \| \| \| Berothidae \| \| \| \| |
|  |                                                                 |
|  | Rhachiberothidae                                                |
|  |                                                                 |
|  | Berothidae                                                      |
|  |                                                                 |

|  | Rhachiberothidae |
|  |                  |
|  | Berothidae       |
|  |                  |

|  | Mantispidae                                                     |
|  |                                                                 |
|  | \| \| Rhachiberothidae \| \| \| \| \| \| Berothidae \| \| \| \| |
|  |                                                                 |
|  | Rhachiberothidae                                                |
|  |                                                                 |
|  | Berothidae                                                      |
|  |                                                                 |

|  | Rhachiberothidae |
|  |                  |
|  | Berothidae       |
|  |                  |

|  | Chrysopidae |
|  |             |
|  | Osmylidae   |
|  |             |

|  | Hemerobiidae |
|  |              |

|  | Coniopterygidae |
|  |                 |
|  | Sisyridae       |
|  |                 |

|  | Mantispidae                                                     |
|  |                                                                 |
|  | \| \| Rhachiberothidae \| \| \| \| \| \| Berothidae \| \| \| \| |
|  |                                                                 |
|  | Rhachiberothidae                                                |
|  |                                                                 |
|  | Berothidae                                                      |
|  |                                                                 |

|  | Rhachiberothidae |
|  |                  |
|  | Berothidae       |
|  |                  |

|  | Mantispidae                                                     |
|  |                                                                 |
|  | \| \| Rhachiberothidae \| \| \| \| \| \| Berothidae \| \| \| \| |
|  |                                                                 |
|  | Rhachiberothidae                                                |
|  |                                                                 |
|  | Berothidae                                                      |
|  |                                                                 |

|  | Rhachiberothidae |
|  |                  |
|  | Berothidae       |
|  |                  |

|  | Coniopterygidae |
|  |                 |
|  | Sisyridae       |
|  |                 |

|  | Mantispidae                                                     |
|  |                                                                 |
|  | \| \| Rhachiberothidae \| \| \| \| \| \| Berothidae \| \| \| \| |
|  |                                                                 |
|  | Rhachiberothidae                                                |
|  |                                                                 |
|  | Berothidae                                                      |
|  |                                                                 |

|  | Rhachiberothidae |
|  |                  |
|  | Berothidae       |
|  |                  |

|  | Mantispidae                                                     |
|  |                                                                 |
|  | \| \| Rhachiberothidae \| \| \| \| \| \| Berothidae \| \| \| \| |
|  |                                                                 |
|  | Rhachiberothidae                                                |
|  |                                                                 |
|  | Berothidae                                                      |
|  |                                                                 |

|  | Rhachiberothidae |
|  |                  |
|  | Berothidae       |
|  |                  |

|  | Hemerobiidae |
|  |              |

|  | Coniopterygidae |
|  |                 |
|  | Sisyridae       |
|  |                 |

|  | Mantispidae                                                     |
|  |                                                                 |
|  | \| \| Rhachiberothidae \| \| \| \| \| \| Berothidae \| \| \| \| |
|  |                                                                 |
|  | Rhachiberothidae                                                |
|  |                                                                 |
|  | Berothidae                                                      |
|  |                                                                 |

|  | Rhachiberothidae |
|  |                  |
|  | Berothidae       |
|  |                  |

|  | Mantispidae                                                     |
|  |                                                                 |
|  | \| \| Rhachiberothidae \| \| \| \| \| \| Berothidae \| \| \| \| |
|  |                                                                 |
|  | Rhachiberothidae                                                |
|  |                                                                 |
|  | Berothidae                                                      |
|  |                                                                 |

|  | Rhachiberothidae |
|  |                  |
|  | Berothidae       |
|  |                  |

|  | Coniopterygidae |
|  |                 |
|  | Sisyridae       |
|  |                 |

|  | Mantispidae                                                     |
|  |                                                                 |
|  | \| \| Rhachiberothidae \| \| \| \| \| \| Berothidae \| \| \| \| |
|  |                                                                 |
|  | Rhachiberothidae                                                |
|  |                                                                 |
|  | Berothidae                                                      |
|  |                                                                 |

|  | Rhachiberothidae |
|  |                  |
|  | Berothidae       |
|  |                  |

|  | Mantispidae                                                     |
|  |                                                                 |
|  | \| \| Rhachiberothidae \| \| \| \| \| \| Berothidae \| \| \| \| |
|  |                                                                 |
|  | Rhachiberothidae                                                |
|  |                                                                 |
|  | Berothidae                                                      |
|  |                                                                 |

|  | Rhachiberothidae |
|  |                  |
|  | Berothidae       |
|  |                  |

|  | Ithonidae        |
|  |                  |
|  | Polystoechotidae |
|  |                  |

|  | Chrysopidae |
|  |             |
|  | Osmylidae   |
|  |             |

|  | Hemerobiidae |
|  |              |

|  | Coniopterygidae |
|  |                 |
|  | Sisyridae       |
|  |                 |

|  | Mantispidae                                                     |
|  |                                                                 |
|  | \| \| Rhachiberothidae \| \| \| \| \| \| Berothidae \| \| \| \| |
|  |                                                                 |
|  | Rhachiberothidae                                                |
|  |                                                                 |
|  | Berothidae                                                      |
|  |                                                                 |

|  | Rhachiberothidae |
|  |                  |
|  | Berothidae       |
|  |                  |

|  | Mantispidae                                                     |
|  |                                                                 |
|  | \| \| Rhachiberothidae \| \| \| \| \| \| Berothidae \| \| \| \| |
|  |                                                                 |
|  | Rhachiberothidae                                                |
|  |                                                                 |
|  | Berothidae                                                      |
|  |                                                                 |

|  | Rhachiberothidae |
|  |                  |
|  | Berothidae       |
|  |                  |

|  | Coniopterygidae |
|  |                 |
|  | Sisyridae       |
|  |                 |

|  | Mantispidae                                                     |
|  |                                                                 |
|  | \| \| Rhachiberothidae \| \| \| \| \| \| Berothidae \| \| \| \| |
|  |                                                                 |
|  | Rhachiberothidae                                                |
|  |                                                                 |
|  | Berothidae                                                      |
|  |                                                                 |

|  | Rhachiberothidae |
|  |                  |
|  | Berothidae       |
|  |                  |

|  | Mantispidae                                                     |
|  |                                                                 |
|  | \| \| Rhachiberothidae \| \| \| \| \| \| Berothidae \| \| \| \| |
|  |                                                                 |
|  | Rhachiberothidae                                                |
|  |                                                                 |
|  | Berothidae                                                      |
|  |                                                                 |

|  | Rhachiberothidae |
|  |                  |
|  | Berothidae       |
|  |                  |

|  | Hemerobiidae |
|  |              |

|  | Coniopterygidae |
|  |                 |
|  | Sisyridae       |
|  |                 |

|  | Mantispidae                                                     |
|  |                                                                 |
|  | \| \| Rhachiberothidae \| \| \| \| \| \| Berothidae \| \| \| \| |
|  |                                                                 |
|  | Rhachiberothidae                                                |
|  |                                                                 |
|  | Berothidae                                                      |
|  |                                                                 |

|  | Rhachiberothidae |
|  |                  |
|  | Berothidae       |
|  |                  |

|  | Mantispidae                                                     |
|  |                                                                 |
|  | \| \| Rhachiberothidae \| \| \| \| \| \| Berothidae \| \| \| \| |
|  |                                                                 |
|  | Rhachiberothidae                                                |
|  |                                                                 |
|  | Berothidae                                                      |
|  |                                                                 |

|  | Rhachiberothidae |
|  |                  |
|  | Berothidae       |
|  |                  |

|  | Coniopterygidae |
|  |                 |
|  | Sisyridae       |
|  |                 |

|  | Mantispidae                                                     |
|  |                                                                 |
|  | \| \| Rhachiberothidae \| \| \| \| \| \| Berothidae \| \| \| \| |
|  |                                                                 |
|  | Rhachiberothidae                                                |
|  |                                                                 |
|  | Berothidae                                                      |
|  |                                                                 |

|  | Rhachiberothidae |
|  |                  |
|  | Berothidae       |
|  |                  |

|  | Mantispidae                                                     |
|  |                                                                 |
|  | \| \| Rhachiberothidae \| \| \| \| \| \| Berothidae \| \| \| \| |
|  |                                                                 |
|  | Rhachiberothidae                                                |
|  |                                                                 |
|  | Berothidae                                                      |
|  |                                                                 |

|  | Rhachiberothidae |
|  |                  |
|  | Berothidae       |
|  |                  |

|  | Chrysopidae |
|  |             |
|  | Osmylidae   |
|  |             |

|  | Hemerobiidae |
|  |              |

|  | Coniopterygidae |
|  |                 |
|  | Sisyridae       |
|  |                 |

|  | Mantispidae                                                     |
|  |                                                                 |
|  | \| \| Rhachiberothidae \| \| \| \| \| \| Berothidae \| \| \| \| |
|  |                                                                 |
|  | Rhachiberothidae                                                |
|  |                                                                 |
|  | Berothidae                                                      |
|  |                                                                 |

|  | Rhachiberothidae |
|  |                  |
|  | Berothidae       |
|  |                  |

|  | Mantispidae                                                     |
|  |                                                                 |
|  | \| \| Rhachiberothidae \| \| \| \| \| \| Berothidae \| \| \| \| |
|  |                                                                 |
|  | Rhachiberothidae                                                |
|  |                                                                 |
|  | Berothidae                                                      |
|  |                                                                 |

|  | Rhachiberothidae |
|  |                  |
|  | Berothidae       |
|  |                  |

|  | Coniopterygidae |
|  |                 |
|  | Sisyridae       |
|  |                 |

|  | Mantispidae                                                     |
|  |                                                                 |
|  | \| \| Rhachiberothidae \| \| \| \| \| \| Berothidae \| \| \| \| |
|  |                                                                 |
|  | Rhachiberothidae                                                |
|  |                                                                 |
|  | Berothidae                                                      |
|  |                                                                 |

|  | Rhachiberothidae |
|  |                  |
|  | Berothidae       |
|  |                  |

|  | Mantispidae                                                     |
|  |                                                                 |
|  | \| \| Rhachiberothidae \| \| \| \| \| \| Berothidae \| \| \| \| |
|  |                                                                 |
|  | Rhachiberothidae                                                |
|  |                                                                 |
|  | Berothidae                                                      |
|  |                                                                 |

|  | Rhachiberothidae |
|  |                  |
|  | Berothidae       |
|  |                  |

|  | Hemerobiidae |
|  |              |

|  | Coniopterygidae |
|  |                 |
|  | Sisyridae       |
|  |                 |

|  | Mantispidae                                                     |
|  |                                                                 |
|  | \| \| Rhachiberothidae \| \| \| \| \| \| Berothidae \| \| \| \| |
|  |                                                                 |
|  | Rhachiberothidae                                                |
|  |                                                                 |
|  | Berothidae                                                      |
|  |                                                                 |

|  | Rhachiberothidae |
|  |                  |
|  | Berothidae       |
|  |                  |

|  | Mantispidae                                                     |
|  |                                                                 |
|  | \| \| Rhachiberothidae \| \| \| \| \| \| Berothidae \| \| \| \| |
|  |                                                                 |
|  | Rhachiberothidae                                                |
|  |                                                                 |
|  | Berothidae                                                      |
|  |                                                                 |

|  | Rhachiberothidae |
|  |                  |
|  | Berothidae       |
|  |                  |

|  | Coniopterygidae |
|  |                 |
|  | Sisyridae       |
|  |                 |

|  | Mantispidae                                                     |
|  |                                                                 |
|  | \| \| Rhachiberothidae \| \| \| \| \| \| Berothidae \| \| \| \| |
|  |                                                                 |
|  | Rhachiberothidae                                                |
|  |                                                                 |
|  | Berothidae                                                      |
|  |                                                                 |

|  | Rhachiberothidae |
|  |                  |
|  | Berothidae       |
|  |                  |

|  | Mantispidae                                                     |
|  |                                                                 |
|  | \| \| Rhachiberothidae \| \| \| \| \| \| Berothidae \| \| \| \| |
|  |                                                                 |
|  | Rhachiberothidae                                                |
|  |                                                                 |
|  | Berothidae                                                      |
|  |                                                                 |

|  | Rhachiberothidae |
|  |                  |
|  | Berothidae       |
|  |                  |

|  | Nemopteridae |
|  |              |
|  | Psychopsidae |
|  |              |

|  | Nymphidae                                                       |
|  |                                                                 |
|  | \| \| Myrmeleontidae \| \| \| \| \| \| Ascalaphidae \| \| \| \| |
|  |                                                                 |
|  | Myrmeleontidae                                                  |
|  |                                                                 |
|  | Ascalaphidae                                                    |
|  |                                                                 |

|  | Myrmeleontidae |
|  |                |
|  | Ascalaphidae   |
|  |                |

|  | Nemopteridae |
|  |              |
|  | Psychopsidae |
|  |              |

|  | Nymphidae                                                       |
|  |                                                                 |
|  | \| \| Myrmeleontidae \| \| \| \| \| \| Ascalaphidae \| \| \| \| |
|  |                                                                 |
|  | Myrmeleontidae                                                  |
|  |                                                                 |
|  | Ascalaphidae                                                    |
|  |                                                                 |

|  | Myrmeleontidae |
|  |                |
|  | Ascalaphidae   |
|  |                |

|  | Ithonidae        |
|  |                  |
|  | Polystoechotidae |
|  |                  |

|  | Chrysopidae |
|  |             |
|  | Osmylidae   |
|  |             |

|  | Hemerobiidae |
|  |              |

|  | Coniopterygidae |
|  |                 |
|  | Sisyridae       |
|  |                 |

|  | Mantispidae                                                     |
|  |                                                                 |
|  | \| \| Rhachiberothidae \| \| \| \| \| \| Berothidae \| \| \| \| |
|  |                                                                 |
|  | Rhachiberothidae                                                |
|  |                                                                 |
|  | Berothidae                                                      |
|  |                                                                 |

|  | Rhachiberothidae |
|  |                  |
|  | Berothidae       |
|  |                  |

|  | Mantispidae                                                     |
|  |                                                                 |
|  | \| \| Rhachiberothidae \| \| \| \| \| \| Berothidae \| \| \| \| |
|  |                                                                 |
|  | Rhachiberothidae                                                |
|  |                                                                 |
|  | Berothidae                                                      |
|  |                                                                 |

|  | Rhachiberothidae |
|  |                  |
|  | Berothidae       |
|  |                  |

|  | Coniopterygidae |
|  |                 |
|  | Sisyridae       |
|  |                 |

|  | Mantispidae                                                     |
|  |                                                                 |
|  | \| \| Rhachiberothidae \| \| \| \| \| \| Berothidae \| \| \| \| |
|  |                                                                 |
|  | Rhachiberothidae                                                |
|  |                                                                 |
|  | Berothidae                                                      |
|  |                                                                 |

|  | Rhachiberothidae |
|  |                  |
|  | Berothidae       |
|  |                  |

|  | Mantispidae                                                     |
|  |                                                                 |
|  | \| \| Rhachiberothidae \| \| \| \| \| \| Berothidae \| \| \| \| |
|  |                                                                 |
|  | Rhachiberothidae                                                |
|  |                                                                 |
|  | Berothidae                                                      |
|  |                                                                 |

|  | Rhachiberothidae |
|  |                  |
|  | Berothidae       |
|  |                  |

|  | Hemerobiidae |
|  |              |

|  | Coniopterygidae |
|  |                 |
|  | Sisyridae       |
|  |                 |

|  | Mantispidae                                                     |
|  |                                                                 |
|  | \| \| Rhachiberothidae \| \| \| \| \| \| Berothidae \| \| \| \| |
|  |                                                                 |
|  | Rhachiberothidae                                                |
|  |                                                                 |
|  | Berothidae                                                      |
|  |                                                                 |

|  | Rhachiberothidae |
|  |                  |
|  | Berothidae       |
|  |                  |

|  | Mantispidae                                                     |
|  |                                                                 |
|  | \| \| Rhachiberothidae \| \| \| \| \| \| Berothidae \| \| \| \| |
|  |                                                                 |
|  | Rhachiberothidae                                                |
|  |                                                                 |
|  | Berothidae                                                      |
|  |                                                                 |

|  | Rhachiberothidae |
|  |                  |
|  | Berothidae       |
|  |                  |

|  | Coniopterygidae |
|  |                 |
|  | Sisyridae       |
|  |                 |

|  | Mantispidae                                                     |
|  |                                                                 |
|  | \| \| Rhachiberothidae \| \| \| \| \| \| Berothidae \| \| \| \| |
|  |                                                                 |
|  | Rhachiberothidae                                                |
|  |                                                                 |
|  | Berothidae                                                      |
|  |                                                                 |

|  | Rhachiberothidae |
|  |                  |
|  | Berothidae       |
|  |                  |

|  | Mantispidae                                                     |
|  |                                                                 |
|  | \| \| Rhachiberothidae \| \| \| \| \| \| Berothidae \| \| \| \| |
|  |                                                                 |
|  | Rhachiberothidae                                                |
|  |                                                                 |
|  | Berothidae                                                      |
|  |                                                                 |

|  | Rhachiberothidae |
|  |                  |
|  | Berothidae       |
|  |                  |

|  | Chrysopidae |
|  |             |
|  | Osmylidae   |
|  |             |

|  | Hemerobiidae |
|  |              |

|  | Coniopterygidae |
|  |                 |
|  | Sisyridae       |
|  |                 |

|  | Mantispidae                                                     |
|  |                                                                 |
|  | \| \| Rhachiberothidae \| \| \| \| \| \| Berothidae \| \| \| \| |
|  |                                                                 |
|  | Rhachiberothidae                                                |
|  |                                                                 |
|  | Berothidae                                                      |
|  |                                                                 |

|  | Rhachiberothidae |
|  |                  |
|  | Berothidae       |
|  |                  |

|  | Mantispidae                                                     |
|  |                                                                 |
|  | \| \| Rhachiberothidae \| \| \| \| \| \| Berothidae \| \| \| \| |
|  |                                                                 |
|  | Rhachiberothidae                                                |
|  |                                                                 |
|  | Berothidae                                                      |
|  |                                                                 |

|  | Rhachiberothidae |
|  |                  |
|  | Berothidae       |
|  |                  |

|  | Coniopterygidae |
|  |                 |
|  | Sisyridae       |
|  |                 |

|  | Mantispidae                                                     |
|  |                                                                 |
|  | \| \| Rhachiberothidae \| \| \| \| \| \| Berothidae \| \| \| \| |
|  |                                                                 |
|  | Rhachiberothidae                                                |
|  |                                                                 |
|  | Berothidae                                                      |
|  |                                                                 |

|  | Rhachiberothidae |
|  |                  |
|  | Berothidae       |
|  |                  |

|  | Mantispidae                                                     |
|  |                                                                 |
|  | \| \| Rhachiberothidae \| \| \| \| \| \| Berothidae \| \| \| \| |
|  |                                                                 |
|  | Rhachiberothidae                                                |
|  |                                                                 |
|  | Berothidae                                                      |
|  |                                                                 |

|  | Rhachiberothidae |
|  |                  |
|  | Berothidae       |
|  |                  |

|  | Hemerobiidae |
|  |              |

|  | Coniopterygidae |
|  |                 |
|  | Sisyridae       |
|  |                 |

|  | Mantispidae                                                     |
|  |                                                                 |
|  | \| \| Rhachiberothidae \| \| \| \| \| \| Berothidae \| \| \| \| |
|  |                                                                 |
|  | Rhachiberothidae                                                |
|  |                                                                 |
|  | Berothidae                                                      |
|  |                                                                 |

|  | Rhachiberothidae |
|  |                  |
|  | Berothidae       |
|  |                  |

|  | Mantispidae                                                     |
|  |                                                                 |
|  | \| \| Rhachiberothidae \| \| \| \| \| \| Berothidae \| \| \| \| |
|  |                                                                 |
|  | Rhachiberothidae                                                |
|  |                                                                 |
|  | Berothidae                                                      |
|  |                                                                 |

|  | Rhachiberothidae |
|  |                  |
|  | Berothidae       |
|  |                  |

|  | Coniopterygidae |
|  |                 |
|  | Sisyridae       |
|  |                 |

|  | Mantispidae                                                     |
|  |                                                                 |
|  | \| \| Rhachiberothidae \| \| \| \| \| \| Berothidae \| \| \| \| |
|  |                                                                 |
|  | Rhachiberothidae                                                |
|  |                                                                 |
|  | Berothidae                                                      |
|  |                                                                 |

|  | Rhachiberothidae |
|  |                  |
|  | Berothidae       |
|  |                  |

|  | Mantispidae                                                     |
|  |                                                                 |
|  | \| \| Rhachiberothidae \| \| \| \| \| \| Berothidae \| \| \| \| |
|  |                                                                 |
|  | Rhachiberothidae                                                |
|  |                                                                 |
|  | Berothidae                                                      |
|  |                                                                 |

|  | Rhachiberothidae |
|  |                  |
|  | Berothidae       |
|  |                  |

|  | Ithonidae        |
|  |                  |
|  | Polystoechotidae |
|  |                  |

|  | Chrysopidae |
|  |             |
|  | Osmylidae   |
|  |             |

|  | Hemerobiidae |
|  |              |

|  | Coniopterygidae |
|  |                 |
|  | Sisyridae       |
|  |                 |

|  | Mantispidae                                                     |
|  |                                                                 |
|  | \| \| Rhachiberothidae \| \| \| \| \| \| Berothidae \| \| \| \| |
|  |                                                                 |
|  | Rhachiberothidae                                                |
|  |                                                                 |
|  | Berothidae                                                      |
|  |                                                                 |

|  | Rhachiberothidae |
|  |                  |
|  | Berothidae       |
|  |                  |

|  | Mantispidae                                                     |
|  |                                                                 |
|  | \| \| Rhachiberothidae \| \| \| \| \| \| Berothidae \| \| \| \| |
|  |                                                                 |
|  | Rhachiberothidae                                                |
|  |                                                                 |
|  | Berothidae                                                      |
|  |                                                                 |

|  | Rhachiberothidae |
|  |                  |
|  | Berothidae       |
|  |                  |

|  | Coniopterygidae |
|  |                 |
|  | Sisyridae       |
|  |                 |

|  | Mantispidae                                                     |
|  |                                                                 |
|  | \| \| Rhachiberothidae \| \| \| \| \| \| Berothidae \| \| \| \| |
|  |                                                                 |
|  | Rhachiberothidae                                                |
|  |                                                                 |
|  | Berothidae                                                      |
|  |                                                                 |

|  | Rhachiberothidae |
|  |                  |
|  | Berothidae       |
|  |                  |

|  | Mantispidae                                                     |
|  |                                                                 |
|  | \| \| Rhachiberothidae \| \| \| \| \| \| Berothidae \| \| \| \| |
|  |                                                                 |
|  | Rhachiberothidae                                                |
|  |                                                                 |
|  | Berothidae                                                      |
|  |                                                                 |

|  | Rhachiberothidae |
|  |                  |
|  | Berothidae       |
|  |                  |

|  | Hemerobiidae |
|  |              |

|  | Coniopterygidae |
|  |                 |
|  | Sisyridae       |
|  |                 |

|  | Mantispidae                                                     |
|  |                                                                 |
|  | \| \| Rhachiberothidae \| \| \| \| \| \| Berothidae \| \| \| \| |
|  |                                                                 |
|  | Rhachiberothidae                                                |
|  |                                                                 |
|  | Berothidae                                                      |
|  |                                                                 |

|  | Rhachiberothidae |
|  |                  |
|  | Berothidae       |
|  |                  |

|  | Mantispidae                                                     |
|  |                                                                 |
|  | \| \| Rhachiberothidae \| \| \| \| \| \| Berothidae \| \| \| \| |
|  |                                                                 |
|  | Rhachiberothidae                                                |
|  |                                                                 |
|  | Berothidae                                                      |
|  |                                                                 |

|  | Rhachiberothidae |
|  |                  |
|  | Berothidae       |
|  |                  |

|  | Coniopterygidae |
|  |                 |
|  | Sisyridae       |
|  |                 |

|  | Mantispidae                                                     |
|  |                                                                 |
|  | \| \| Rhachiberothidae \| \| \| \| \| \| Berothidae \| \| \| \| |
|  |                                                                 |
|  | Rhachiberothidae                                                |
|  |                                                                 |
|  | Berothidae                                                      |
|  |                                                                 |

|  | Rhachiberothidae |
|  |                  |
|  | Berothidae       |
|  |                  |

|  | Mantispidae                                                     |
|  |                                                                 |
|  | \| \| Rhachiberothidae \| \| \| \| \| \| Berothidae \| \| \| \| |
|  |                                                                 |
|  | Rhachiberothidae                                                |
|  |                                                                 |
|  | Berothidae                                                      |
|  |                                                                 |

|  | Rhachiberothidae |
|  |                  |
|  | Berothidae       |
|  |                  |

|  | Chrysopidae |
|  |             |
|  | Osmylidae   |
|  |             |

|  | Hemerobiidae |
|  |              |

|  | Coniopterygidae |
|  |                 |
|  | Sisyridae       |
|  |                 |

|  | Mantispidae                                                     |
|  |                                                                 |
|  | \| \| Rhachiberothidae \| \| \| \| \| \| Berothidae \| \| \| \| |
|  |                                                                 |
|  | Rhachiberothidae                                                |
|  |                                                                 |
|  | Berothidae                                                      |
|  |                                                                 |

|  | Rhachiberothidae |
|  |                  |
|  | Berothidae       |
|  |                  |

|  | Mantispidae                                                     |
|  |                                                                 |
|  | \| \| Rhachiberothidae \| \| \| \| \| \| Berothidae \| \| \| \| |
|  |                                                                 |
|  | Rhachiberothidae                                                |
|  |                                                                 |
|  | Berothidae                                                      |
|  |                                                                 |

|  | Rhachiberothidae |
|  |                  |
|  | Berothidae       |
|  |                  |

|  | Coniopterygidae |
|  |                 |
|  | Sisyridae       |
|  |                 |

|  | Mantispidae                                                     |
|  |                                                                 |
|  | \| \| Rhachiberothidae \| \| \| \| \| \| Berothidae \| \| \| \| |
|  |                                                                 |
|  | Rhachiberothidae                                                |
|  |                                                                 |
|  | Berothidae                                                      |
|  |                                                                 |

|  | Rhachiberothidae |
|  |                  |
|  | Berothidae       |
|  |                  |

|  | Mantispidae                                                     |
|  |                                                                 |
|  | \| \| Rhachiberothidae \| \| \| \| \| \| Berothidae \| \| \| \| |
|  |                                                                 |
|  | Rhachiberothidae                                                |
|  |                                                                 |
|  | Berothidae                                                      |
|  |                                                                 |

|  | Rhachiberothidae |
|  |                  |
|  | Berothidae       |
|  |                  |

|  | Hemerobiidae |
|  |              |

|  | Coniopterygidae |
|  |                 |
|  | Sisyridae       |
|  |                 |

|  | Mantispidae                                                     |
|  |                                                                 |
|  | \| \| Rhachiberothidae \| \| \| \| \| \| Berothidae \| \| \| \| |
|  |                                                                 |
|  | Rhachiberothidae                                                |
|  |                                                                 |
|  | Berothidae                                                      |
|  |                                                                 |

|  | Rhachiberothidae |
|  |                  |
|  | Berothidae       |
|  |                  |

|  | Mantispidae                                                     |
|  |                                                                 |
|  | \| \| Rhachiberothidae \| \| \| \| \| \| Berothidae \| \| \| \| |
|  |                                                                 |
|  | Rhachiberothidae                                                |
|  |                                                                 |
|  | Berothidae                                                      |
|  |                                                                 |

|  | Rhachiberothidae |
|  |                  |
|  | Berothidae       |
|  |                  |

|  | Coniopterygidae |
|  |                 |
|  | Sisyridae       |
|  |                 |

|  | Mantispidae                                                     |
|  |                                                                 |
|  | \| \| Rhachiberothidae \| \| \| \| \| \| Berothidae \| \| \| \| |
|  |                                                                 |
|  | Rhachiberothidae                                                |
|  |                                                                 |
|  | Berothidae                                                      |
|  |                                                                 |

|  | Rhachiberothidae |
|  |                  |
|  | Berothidae       |
|  |                  |

|  | Mantispidae                                                     |
|  |                                                                 |
|  | \| \| Rhachiberothidae \| \| \| \| \| \| Berothidae \| \| \| \| |
|  |                                                                 |
|  | Rhachiberothidae                                                |
|  |                                                                 |
|  | Berothidae                                                      |
|  |                                                                 |

|  | Rhachiberothidae |
|  |                  |
|  | Berothidae       |
|  |                  |

### Subordem Nevrorthiformia

#### Nevrorthidae
Essa pequena família se divide em quatro gêneros e 19 espécies sobreviventes distribuídas em regiões subtropicais e de clima quente. Além delas há nove espécies fósseis pertencentes a cinco gêneros extintos, encontrados em âmbar do Eoceno. Essas inclusões de âmbar revelam a primeira evidência da presença da família Nevrorthidae no Cretácio Médio, com uma idade aproximada de 100 milhões de anos

### Subordem Myrmeleontiformia

Blue-eyed lacewing (Neuroptera: Nymphidae)

#### Nymphidae
Os Nymphidae são uma pequena família com 35 espécies restritas à Austrália, Nova Guiné e ilhas próximas. Uma espécie foi descrita nas Filipinas, mas até hoje não pode-se afirmar a existência dessa espécie nessa  região, pois seu único espécime conhecido está perdido. As ninfas dessa família são muito importantes porque apresentam características plesiomórficas para o clado das famílias Nymphidae + Nemopteridae + Myrmeleontidae + Ascalaphidae, apresentando o registro fóssil mais antigo dentre elas.

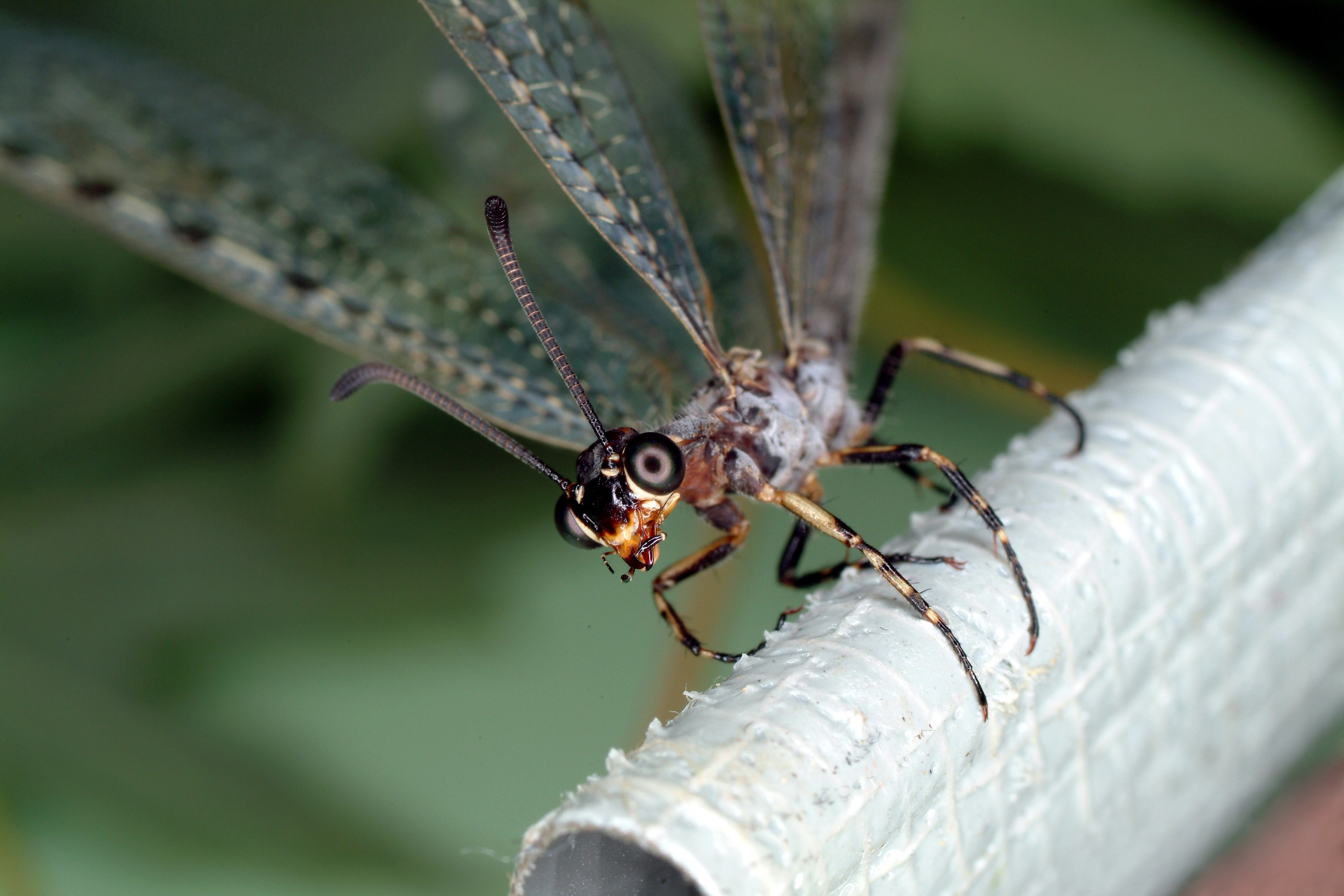
Mexoleon papago (Neuroptera: Myrmeleontidae)

#### Myrmeleontidae
Como características gerais, apresentam cabeça mais larga que o tórax, antenas curtas e com ápice mais espesso, asas longas e estreitas, pernas curtas e abdômen alongado e fino. Suas características gerais se assemelham muito às das libélulas, a diferença maior e passível de identificação do grupo são suas antenas, que não tem forma ciliar e são visíveis a olho nu sem dificuldade e o  seu tamanho varia de 25 a 75 milímetros. São insetos predadores, encontrados sem dificuldade em áreas tropicais. É a família mais numerosa da Ordem Neuroptera, com cerca de 1.500 espécies. Os adultos voam pouco e com lentidão, são atraídos pela luz e podem ser vistos perto de fontes luminosas durante a noite . A vida adulta dura de alguns dias a poucas semanas.
A postura desses animais é feita em solo arenoso e individualmente, ovo por ovo, sendo que destes se originam larvas com um par de mandíbulas poderosas. A captura de suas presas é feita através de uma armadilha muito elegante, na qual um buraco cônico é escavado no chão e eles se posicionam no fundo, esperando que suas presas passem e caiam no buraco. Se, porventura, a presa conseguir escapar, a larva rapidamente atira-lhe um jato de areia, e, se consegue, suga-a vorazmente. As larvas que fazem essas armadilhas são conhecidas, popularmente, como formigas-leão.
Nem todas as larvas deste grupo possuem esse modo de captura, mas todas elas ao chegar em seu máximo desenvolvimento de larva constroem um casulo (feito com grãos de areia colados à pele com uso de um muco adesivo secretado pela larva), no qual se transformam em pupa. Internamente. o casulo é forrageado por um tecido sedoso. Após três semanas de forma pupal completa-se a forma adulta, que então rasga o casulo e sai dele.

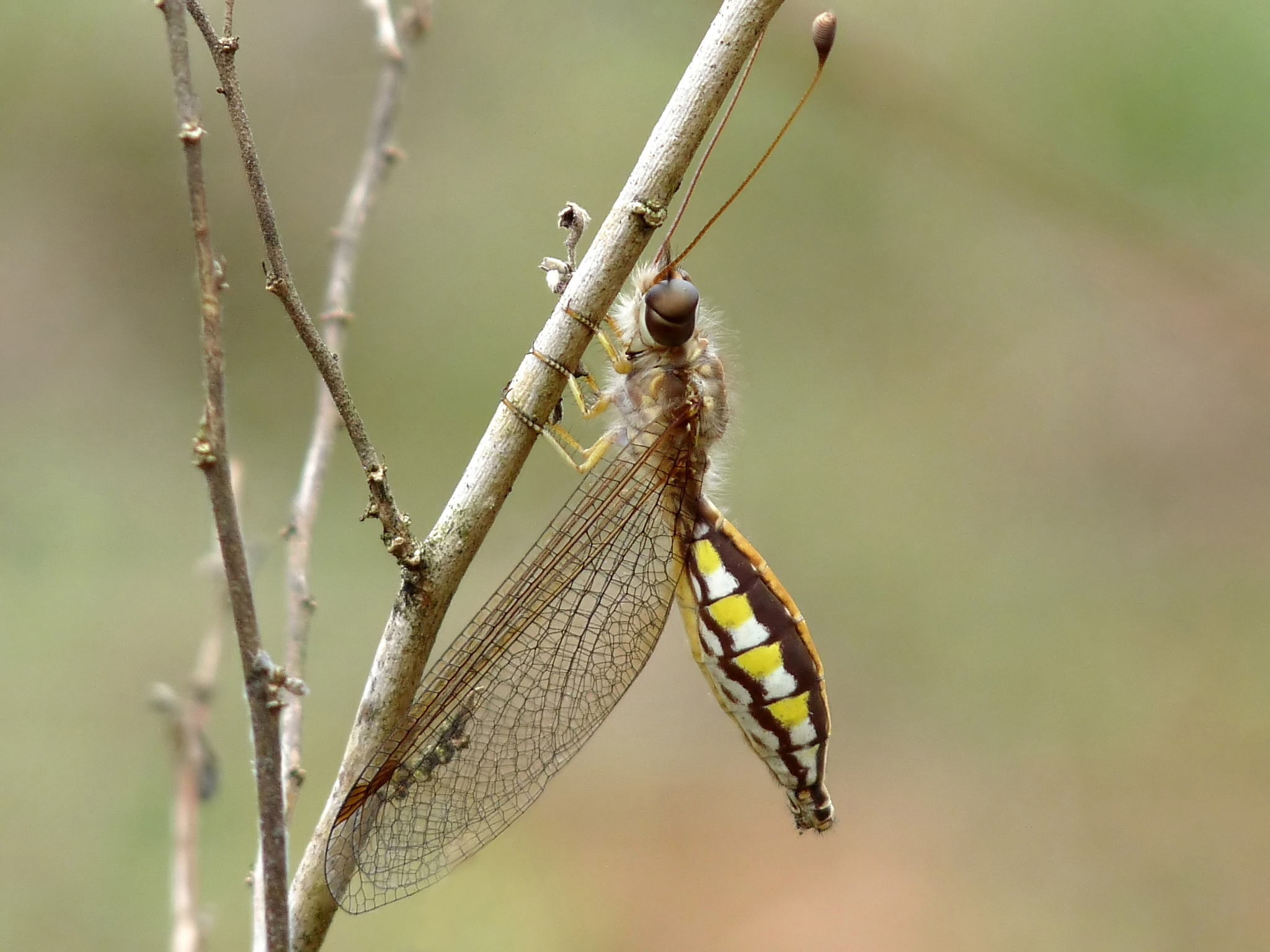
Ascalaphus sinister (Neuroptera: Ascalaphidae)

#### Ascalaphidae
Os insetos da Família Ascalaphidae são semelhantes aos Myrmeleontidae, que também apresentam  antenas clavadas, mas mais longas. Têm suas  asas abertas como os Odonata da subordem Anisoptera (libélulas que permanecem com as asas abertas quando estão em repouso). Esta família tem cerca de 400 espécies descritas em 65 gêneros, composto pelas subfamílias: Haplogleniinae, Ascalaphinae e Albardiinae, as quais estão amplamente distribuídas nos locais mais quentes do mundo.
A suas larvas não recorrem à escavação, somente sendo camufladas na superfície por detritos dispersos pelo corpo, sustentados por setas espatuladas e ganchos especializados, e dentre esses detritos também há exoesqueletos das presas.
Os insetos adultos são predadores muito ágeis e ótimos voadores, habitando pastagens e florestas quentes. São caracterizados por olhos volumosos e antenas longas, com região apical distinta. Grande parte das espécies tem hábito noturno ou crepuscular, sendo às vezes atraídos pela luz, embora haja espécies diurnas. As espécies de hábitos noturnos apresentam olhos não divididos e as diurnas apresentam olhos divididos, pois esta característica está relacionada com a capacidade de percepção da intensidade luminosa e dos habitats em que se encontram.

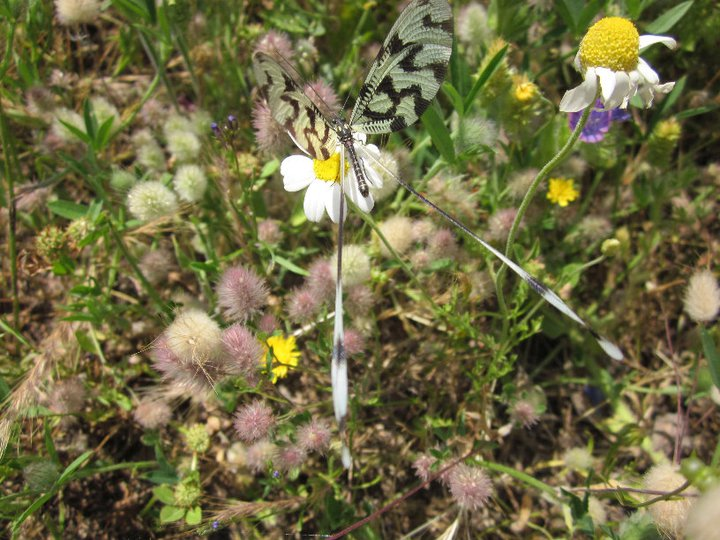
Nemoptera sinuata (Neuroptera: Nemopteridae)

#### Nemopteridae
É uma família caracterizada por suas particulares asas posteriores extensas, distribuída pelas áreas mais secas do mundo, com exceção da América do Norte, na qual há apenas dois registros fósseis do grupo. Nemopteridae é a única família de insetos com essa inovação nas asas, que evoluíram para uma grande variação de formas especializadas para aerodinâmica, camuflagem, reconhecimento sexual e respostas táteis, compreendendo duas subfamílias, Crocinae (“asas-fio”) e Nemopterinae (“asas-laço”/ “asas-colher”). Os Crocinae têm asas posteriores filamentosas com função sensorial nos habitats cavernícolas confinados que ocupam, enquanto os Nemopterinae têm asas que variam da forma de laço a dilatações muito grandes pigmentadas e aerodinamicamente torcidas para dar estabilidade ao voo e camuflagem no descanso. Os adultos efêmeros usualmente possuem peças bucais alongadas que evoluíram em resposta a sua dieta baseada em pólen. Suas larvas, no entanto, são predadoras vorazes, com autapomorfia de peças bucais perfuradoras e sugadoras, que definem a ordem Neuroptera.

A presente distribuição das famílias foi fortemente influenciada por eventos vicariantes de placas tectônicas, resultando em populações residuais em algumas partes do mundo e radiações evolutivas extensas em outras, principalmente no sul africano, em que a vasta maioria de espécies são endêmicas no Western Cape e North Cape da África do Sul. Estudos indicam que os nemopterídeos têm idade estimada de 145.6 milhões de anos, o que mostra que o grupo esteve presente desde o Jurássico. A maior parte dos gêneros parece ter se diversificado durante o Eoceno médio e o Mioceno (cerca de 44 a 11 milhões de anos atrás), com recente radiação rápida de vários dos gêneros que ocorrem durante o fim do Mioceno (6 a 4.5 milhões de anos atrás).

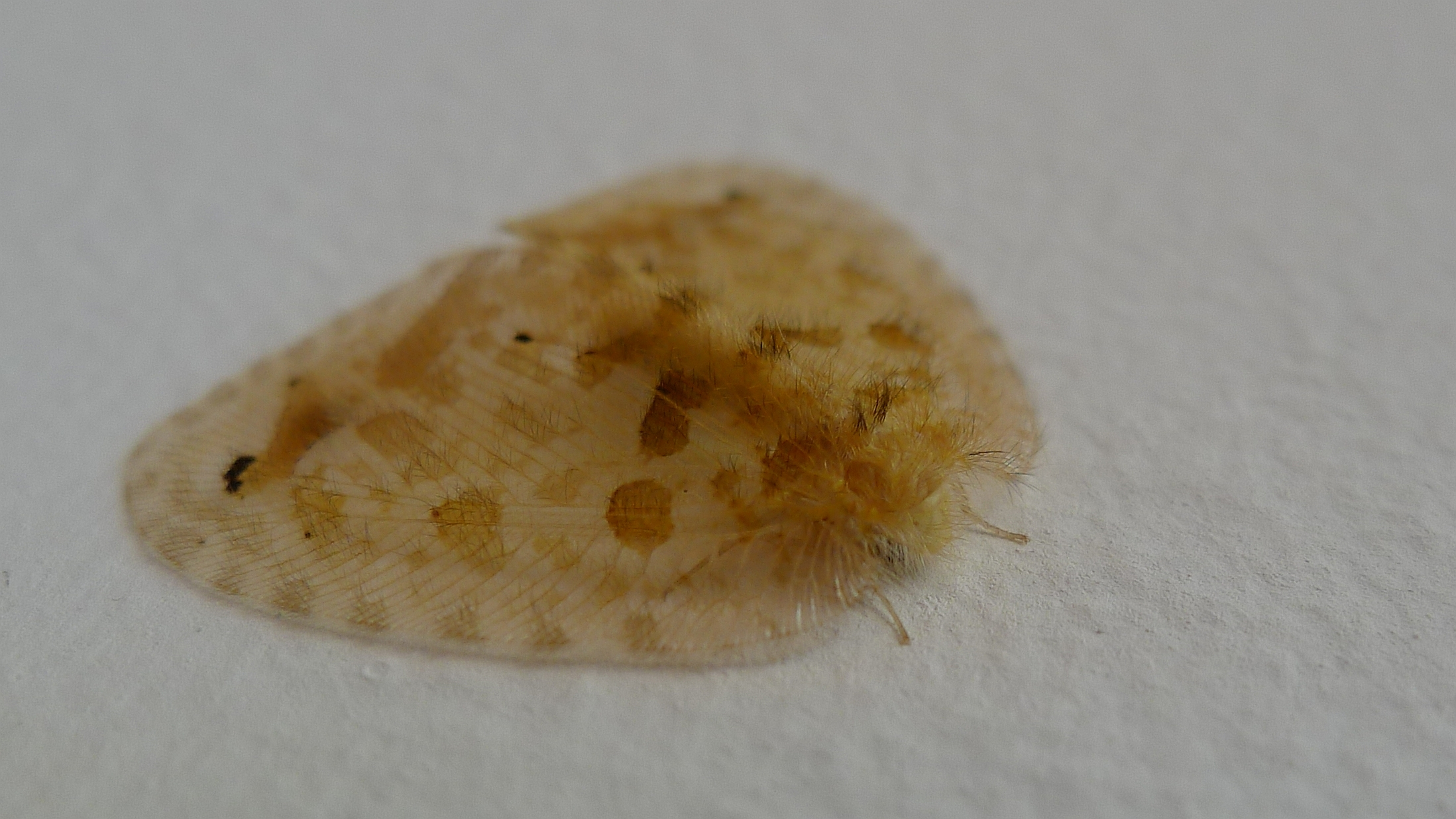
Psychopsis insolens (Neuroptera: Psychopsidae)

#### Psychopsidae
A família Psychopsidae é pequena, com cinco gêneros e 27 espécies descritas, restrita, até o momento, a regiões da África meridional, no sudeste da Ásia e na Austrália. Os psicopsídeos, quando estão na fase adulta, são reconhecidos pelas asas amplas, modeladas e peludas, com venação densa e presença da veia triplica, dando a essa família o nome comum de crisopídeos sedosos.

### Subordem Hemerobiiformia

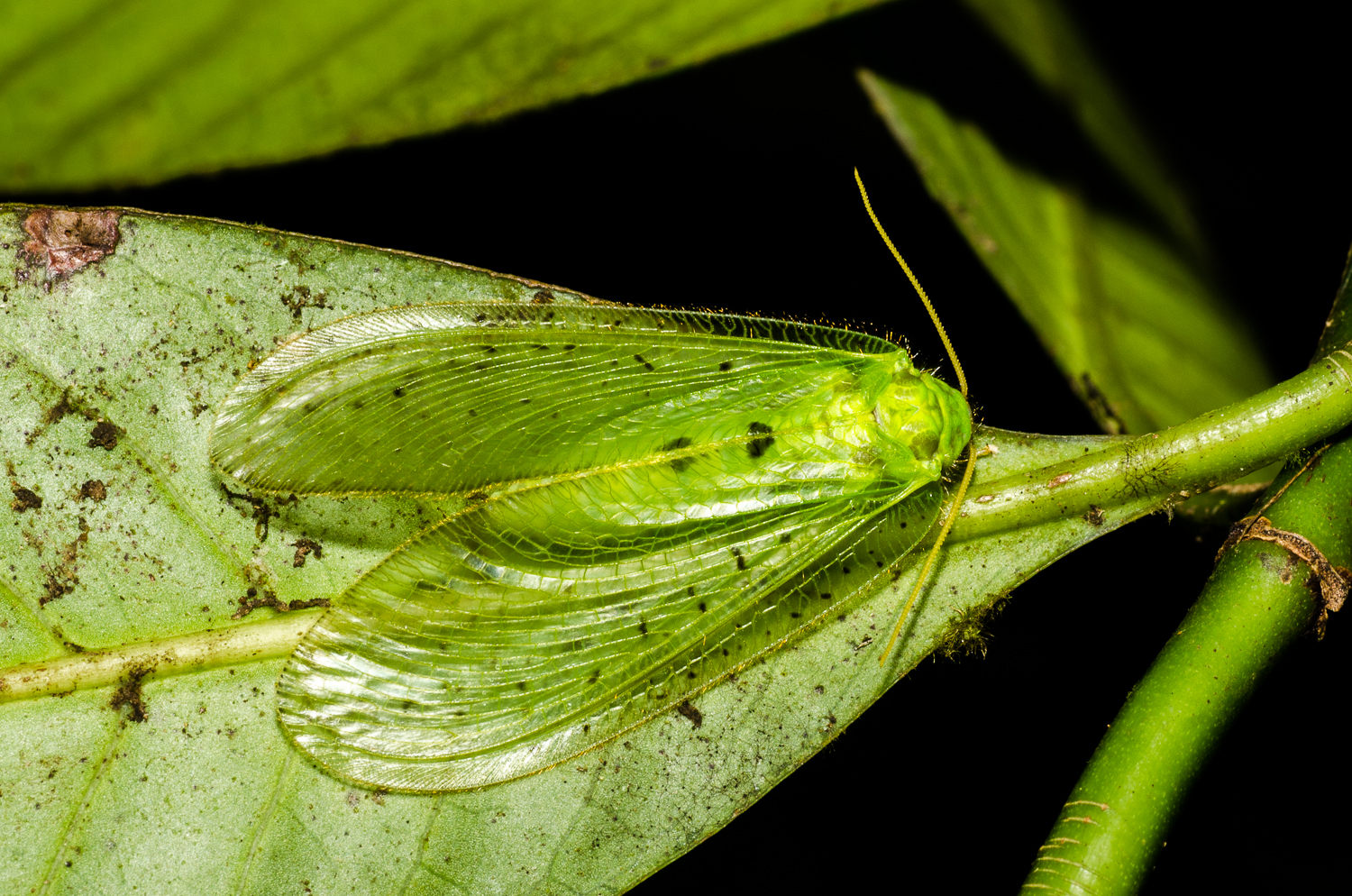
Rapisma tamilanum (Neuroptera: Ithonidae)

#### Ithonidae
Os Ithonidae são insetos grandes e se assemelham fisicamente às mariposas; estão geograficamente localizados em partes da Oceania, Ásia (Austrália, Tasmânia e região Indo-Himalaia) e nas Américas, excluindo a do Sul.
Eles apresentam larvas subterrâneas com abdome grande e avantajado, pernas curtas, mandíbulas curtas, retorcidas e estreitas, maxilas largas e robustas e olhos ausentes.

Seus ovos são postos individualmente no solo, sendo estes desidratados, tendo uma pequena área pegajosa, onde se acumulam pequenas partículas provenientes do solo tais como areia e terra. Os Neuroptera, geralmente, apresentam três ínstares, mas essa família, incomumente, apresenta cinco. O desenvolvimento completo da larva tem duração média de dois anos, podendo haver variação para mais. Sua pupa se desenvolve dentro de casulos formados por seda na região mais interna ao solo. Aparentemente, larvas maduras sofrem de diapausa; os adultos emergem em sincronia e em grande número, geralmente após um período de chuvas. Os machos emergem primeiro e formam agregações que atraem as fêmeas, e os indivíduos maduros vivem apenas alguns dias.

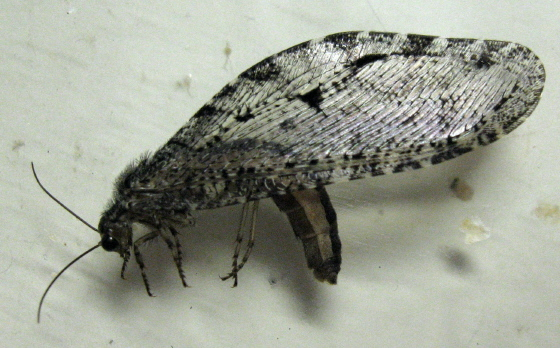
Polystoechotes punctatus (Neuroptera: Polystoechotidae)

#### Polystoechotidae
É uma pequena família que possui apenas três gêneros modernos. Eles, geralmente, possuem um tamanho avantajado, o que pode ser percebido pela largura de suas asas, que variam de 40 a 75 milímetros; são de hábitos noturnos e, atualmente, estão restritos à algumas regiões do globo, como América do Norte, que possui apenas duas espécies, e Chile, que possui outras duas espécies.
Fósseis são raros e difíceis de serem encontrados, pois este grupo é pouco estudado. Lambkin, em 1988, datou fósseis do Triássico. Para dificultar ainda mais os poucos estudos envolvendo esse grupo, eles são mal preservados ao longo do tempo, o que prejudica muito a visualização de características de identificação, como suas asas, principalmente.

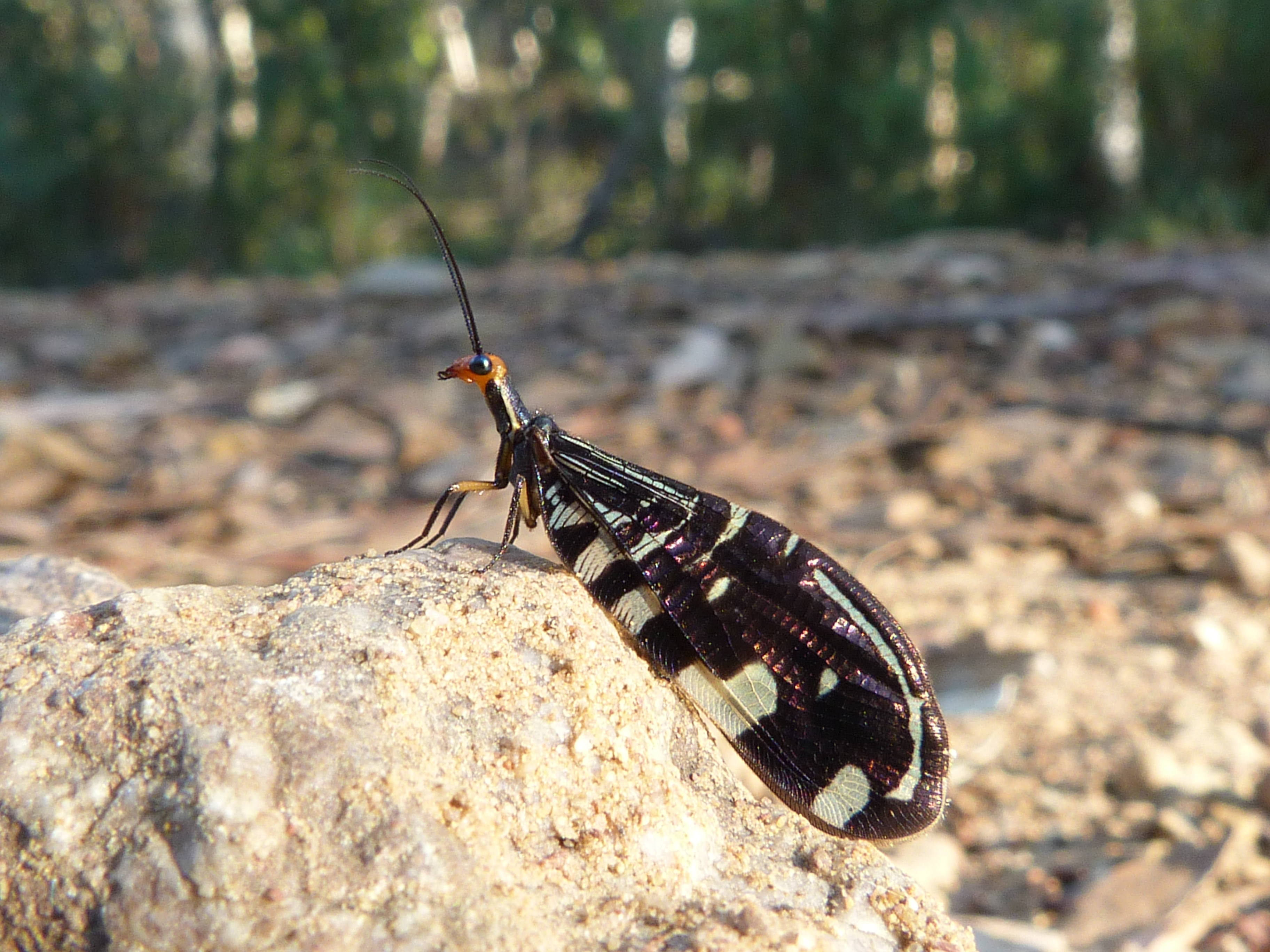
Porismus strigatus (Neuroptera: Osmylidae)

#### Osmylidae
Comparando a Família Osmylidae com os demais grupos de Neuroptera, pode-se dizer que é um grupo pequeno, apresentando cerca de 225 espécies, as quais estão distribuídas principalmente em regiões orientais, como a Malásia.

São neurópteros de tamanho médio a grande, normalmente caracterizados por suas asas com fortes padrões e formato muitas vezes incomum. Suas larvas são facilmente identificadas devido a suas mandíbulas alongadas e lanceiformes, com par de aparatos em forma de gancho no ápice do abdome. As larvas dessa família são aquáticas ou semi-aquáticas, diferentemente dos outros Neuroptera. Em relação à alimentação, os adultos comem insetos, ácaros, esporos de fungos e pólen.

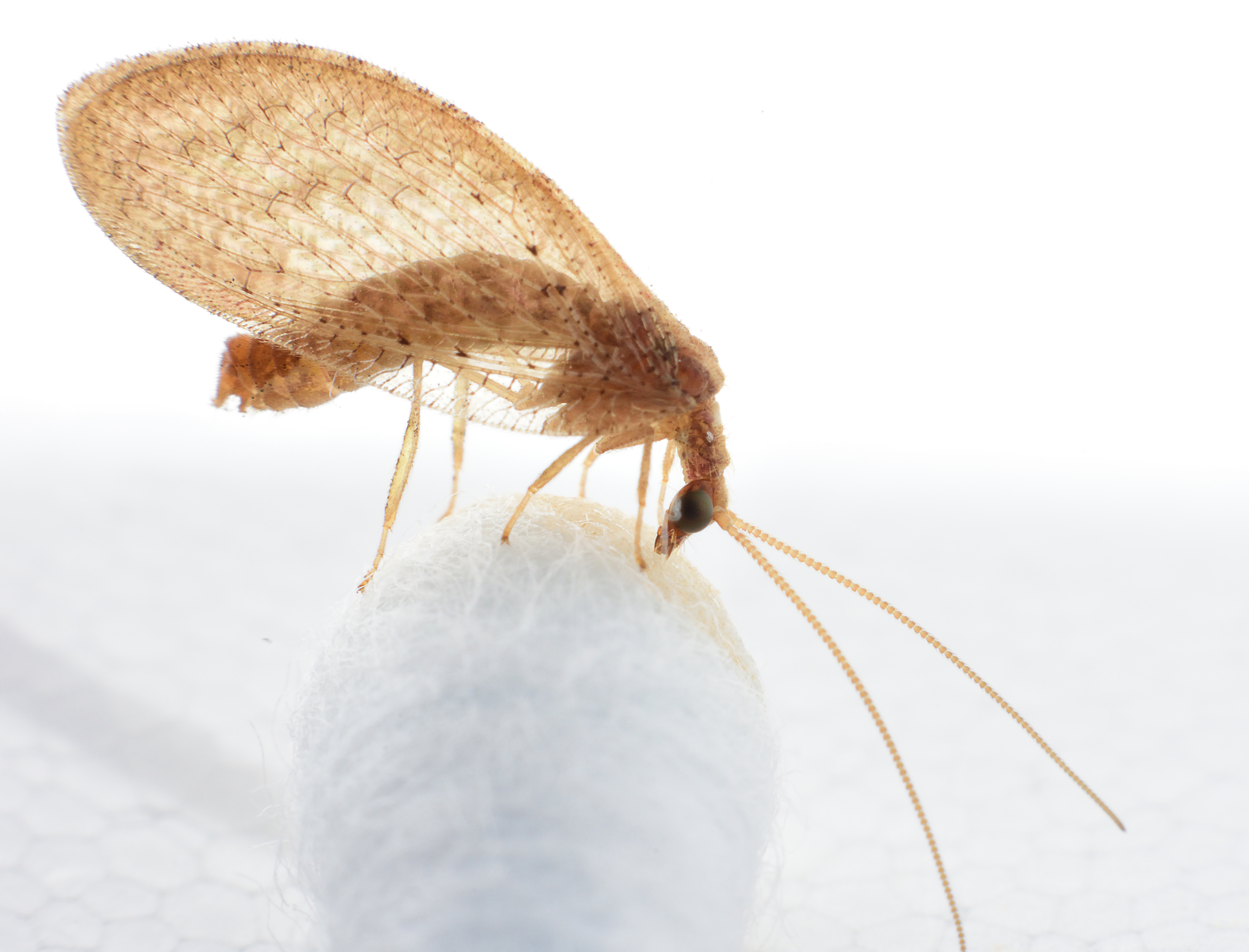
Neuroptera: Hemerobiidae

#### Hemerobiidae
Os hemerobiídeos se originaram no Permiano e são um dos grupos mais antigos da ordem Neuroptera. A família Hemerobiidae Latreille, 1803 é um clado de distribuição quase cosmopolita (porém, assim como os outros neurópteros, não são encontrados na Antártida) e inclui aproximadamente 600 espécies. Alguns gêneros como Hemerobius Linnaeus, 1758, Sympherobius Banks, 1904 e Micromus Rambur, 1842 são praticamente cosmopolitas e podem estar presentes em vários habitats. Os ovos não apresentam pedicelo, são geralmente amarelados, variando conforme o gênero e a fase de desenvolvimento embrionário, e são colocados isoladamente ou em grupos, na superfície inferior das folhas contendo colônias de pulgões, em galhos, cascas de árvores ou outras partes das plantas. A fase de ovo permanece segundo as características do ambiente, como a temperatura e também varia de acordo a espécie, podendo ser de três a quatro dias ou até 14 dias; as larvas e adultos são predadores, como os crisopídeos. As larvas alimentam-se de ácaros e pequenos hemípteros (Sternorrhyncha), principalmente afídeos e psilídeos, mas não carregam detritos aderidos ao corpo, e esta fase varia de oito a 24 dias. Terminado esse período, as larvas tecem casulos constituídos de fios de seda produzidos pelos túbulos de Malpighi, com uso da extremidade anal como fiandeira. Este casulo é composto por duas camadas, sendo a externa formada por fios mais separados e a interna por fios mais compactos. O período pupal varia de acordo com a espécie, mas geralmente dura de quatro a dez dias.
Os adultos de hemerobiídeos diferem dos demais neurópteros por seu pequeno tamanho (4 – 18 mm), pela coloração castanha e pela nervação das asas que, na maioria das espécies, apresenta dois ou mais setores radiais e algumas das nervuras transversais costais bifurcadas, além disso, alguns Hemerobiidae possuem a asa anterior esclerosada semelhante a élitros e algumas espécies possuem asa posterior extremamente reduzida. A cabeça é bem esclerotizada, com um par de olhos compostos proeminentes; ocelos ausentes; antenas moniliformes, cujo comprimento pode alcançar, em algumas espécies, o comprimento das asas anteriores; labro retangular; mandíbulas assimétricas, bem desenvolvidas, com um dente interno; palpos maxilares com cinco segmentos e os labiais trisegmentados. Os hemerobiídeos são considerados importantes agentes de controle biológico para algumas pragas por serem onívoros, atuando nos mais variados agroecossistemas.

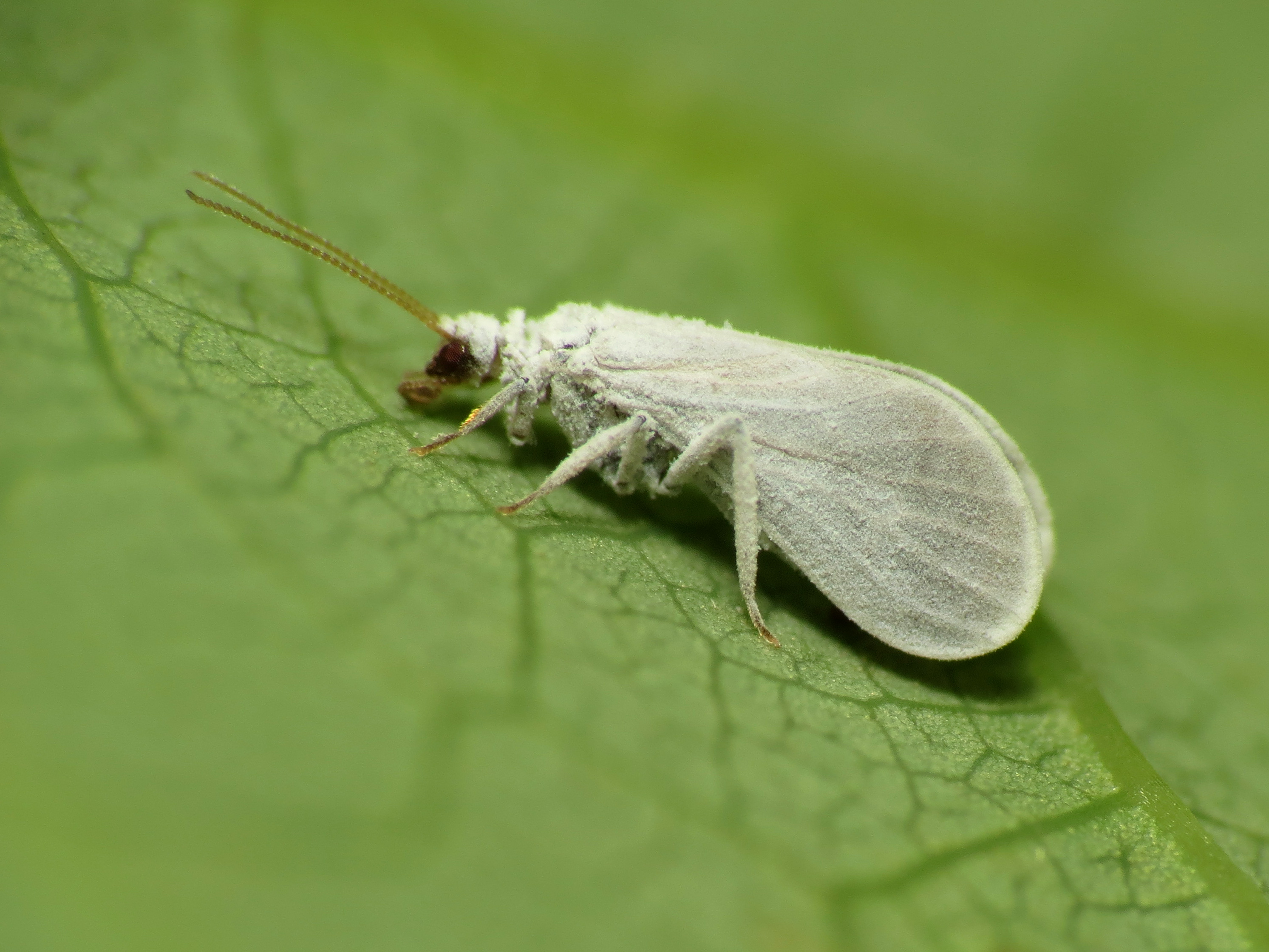
"Dustywing" (Neuroptera: Coniopterygidae)

#### Coniopterygidae
Corpo com um tamanho pequeno e recoberto por uma camada de cera branca são as características morfológicas  marcantes do grupo, permitindo diferir dos demais neurópteros. Redução da venação das asas e uma diferenciação na constituição da genitália também são características fortes dessa Família. Aproximadamente 500 espécies já foram descritas, e, ecologicamente, os Coniopterygidae são importantes agentes de controle biológico de artrópodes-pragas.

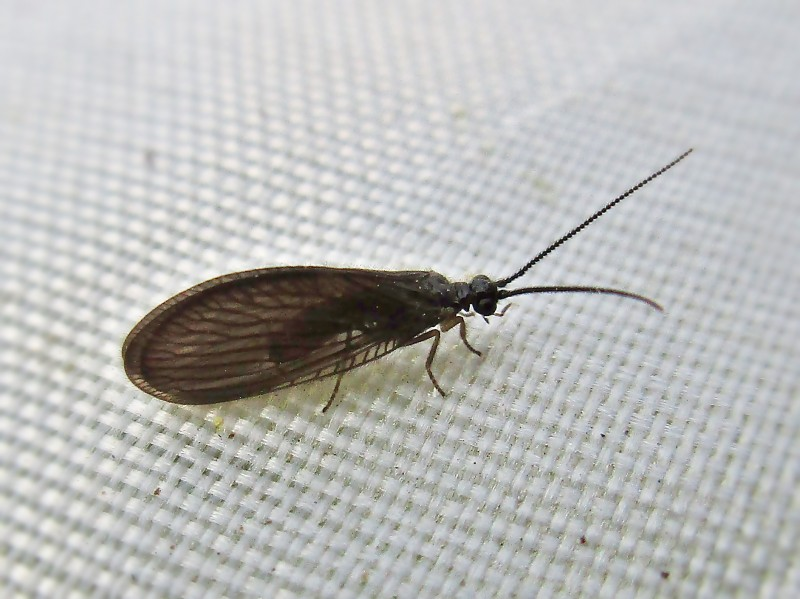
Sisyra nigra (Neuroptera: Sisyridae)

#### Sisyridae
A família Sisyridae dispõe de seis gêneros, dentre estes, dois foram descritos no Brasil. As larvas são dependentes de esponjas de água doce, e essa associação resultou no seu nome popular em inglês “spongilla flies”.
A cópula ocorre no final da tarde, onde uma fina camada de seda é deposita sobre os ovos, sobre a vegetação marginal; a eclosão ocorre, aproximadamente, após uma ou duas semanas depois do acasalamento. Quando as larvas nascem, elas procuram ambientes aquáticos, na maioria das vezes dando saltos sucessivos até depararem com a água, e então indo de encontro às esponjas, onde irão se desenvolver. Ao final do desenvolvimento larval, ele sai da água e procura uma região para entrar na fase de pupa, normalmente sobre a vegetação, como em troncos próximos à margem do rio, em que tece um casulo feito de seda com duas camadas. O tempo necessário para o seu desenvolvimento é de até 8 dias para que o animal, agora adulto, saia do casulo. A comida desses insetos adultos é néctar, pólen, algas, afídeos e ácaros.

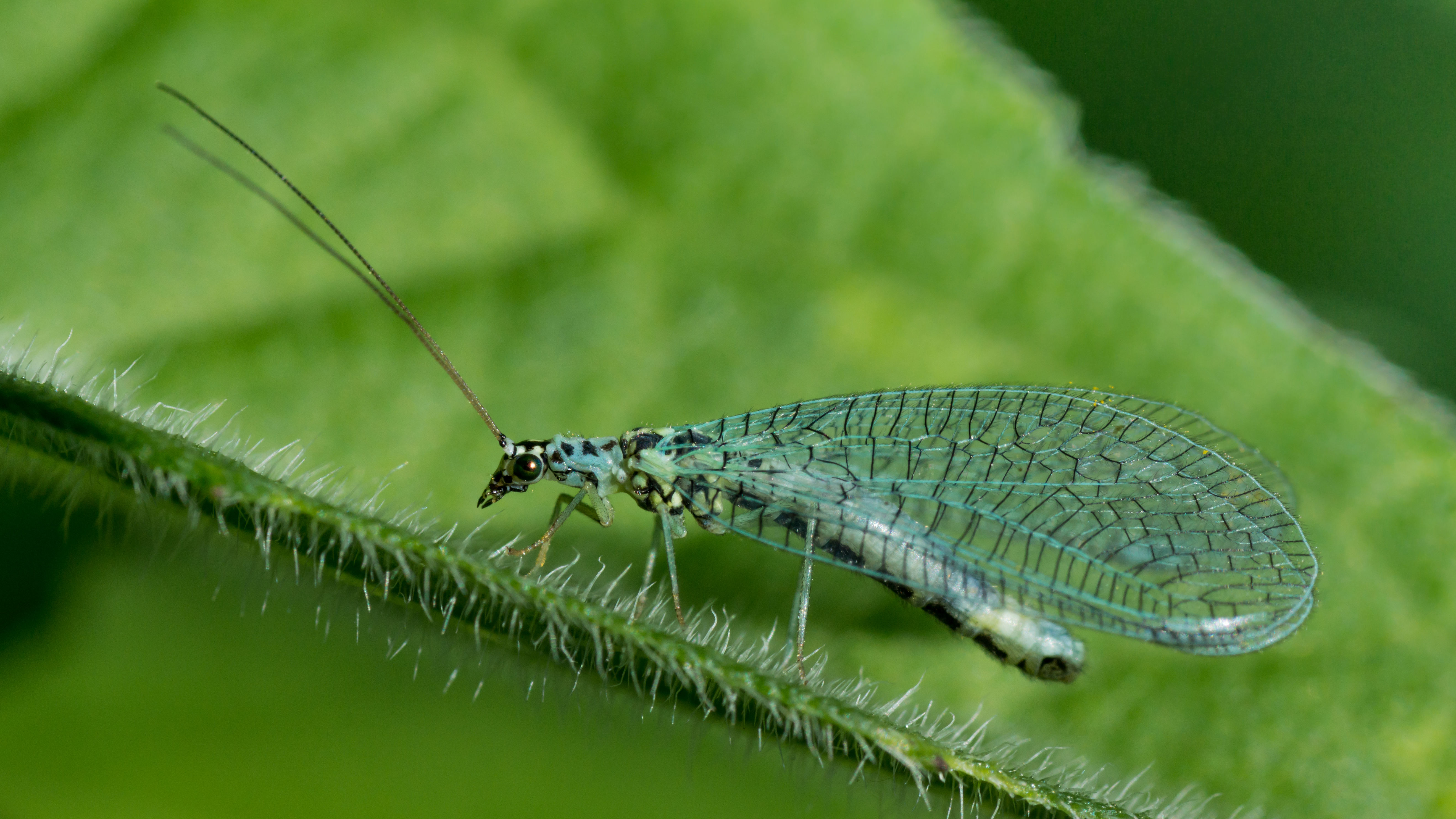
Chrysopa perla (Neuroptera: Chrysopidae)

#### Chrysopidae
A Família Chrysopidae é a segunda maior família da ordem Neuroptera, tendo três subfamílias em sua composição: Nothochrysinae, Apochrysinae e Chrysopinae. Cerca de 1.200 espécies já foram descritas com aproximadamente 86 gêneros, espalhados por todo o planeta. Quando estão na fase adulta apresentam coloração verde, medindo entre 10 e 15 mm de comprimento; as antenas são filiformes e as asas hialinas, podendo apresentar manchas escuras. Além disso, Chrysopidae é um importante grupo usado no controle biológico de pragas. Na horticultura, salientam-se os gêneros Chrysoperla e Mallada. Durante o período do dia, os adultos se encontram na parte inferior das folhas e, no período da noite, voam ou ficam próximos a pontos luminosos.
Os ovos são colocados na periferia de fios alongados sintetizados por glândulas coletérias; este fio é gerado em grande parte das espécies pelas fêmeas, que aproximam o ápice do abdome à superfície da folha, permitindo que uma  gotícula de secreção saia. Elas então levantam o abdome alongando um fio delgado que se solidifica; depois disso, o ovo é cravejado no seu ápice. O mesmo procedimento é refeito em locais próximos, de modo que, ao terminar a desova, o resultado desta possui um aspecto característico que mimetiza a estrutura de uma planta.
A quantidade de ovos que uma Chrysopa pode depositar varia de 500 a 800 para determinadas espécies, com uma longevidade de 37 a 45 dias. As larvas são campodeiformes, recobertas por carcaças de insetos predados por elas que popularmente são conhecidas como lixeiras.
Os crisopídeos passam  por três ínstares larvais, sendo que o tempo dessa fase jovem está relacionado com o tipo e a disponibilidade de presas usadas na composição da alimentação. Além disso, essa dieta tem um efeito considerável na taxa de consumo, desenvolvimento e fecundidade desses neurópteros. No momento em que as larvas estão completamente desenvolvidas, tecem um casulo delgado com a parte caudal do abdome, onde pode haver a incorporação de dejetos e poeira, produzindo uma cobertura protetora rígida. Esses detritos protegem as larvas contra o ataque de inimigos naturais por meio de camuflagem ou de barreira física (escudo protetor). Esse comportamento ocorre em muitas espécies, inclusive na maioria das que ocorrem na Região Neotropical. Na laboriosa construção e nas constantes reformas do pacote de lixo, as larvas utilizam vários materiais, como exoesqueletos de suas presas, exúvias de artrópodes, insetos mortos (inteiros ou partes), fibras de origem vegetal ou animal, pedaços de líquens e de cascas de árvores, teias de aranhas, ceras de insetos e outras partículas similares que encontram durante seu deslocamento. O pacote de lixo é mantido preso ao corpo da larva pela ação de numerosas cerdas longas, lisas ou serrilhadas, com ponta reta ou em forma de gancho, existentes na superfície dorsal e nos tubérculos laterais de seu tórax e abdome.
Quando na fase adulta, apresentam o aparelho bucal do tipo mastigador, podendo apresentar três tipos de hábitos alimentares: onivoria, apenas para o gênero Chrysopa; herbivoria, para o gênero Chrysopela (polinívoro); e todos os outros gêneros são considerados detritívoros, porque se alimentam principalmente de secreções açucaradas (honeydew), feitas por muitos Sternorrhyncha. Os crisopídeos têm sido descritos como predadores de pulgões, cochonilhas, cigarrinhas, moscas-brancas, psilídeos, tripes, lepidópteros, ácaros, coleópteros, dípteros e outros neurópteros, com grande potencial no controle biológico de pragas.

#### Dilaridae
Dilaridae é um pequeno grupo de Neuroptera cujos adultos têm estruturas semelhantes a ocelos na cabeça, em ambos os sexos. Fêmeas são reconhecidas por seu longo ovopositor, e machos por suas antenas pectinadas, as quais não estão presentes no sexo oposto.

A diversidade vivente da família é composta por cerca de 80 espécies distribuídas em duas subfamílias: Dilarinae contém três gêneros e Nallachiinae, apenas um. As espécies de Dilarinae ocorrem  nas regiões do Paleártico e do Oriente, enquanto Nallachiinae ocorre majoritariamente no Novo Mundo, incluindo 10 espécies no Brasil.

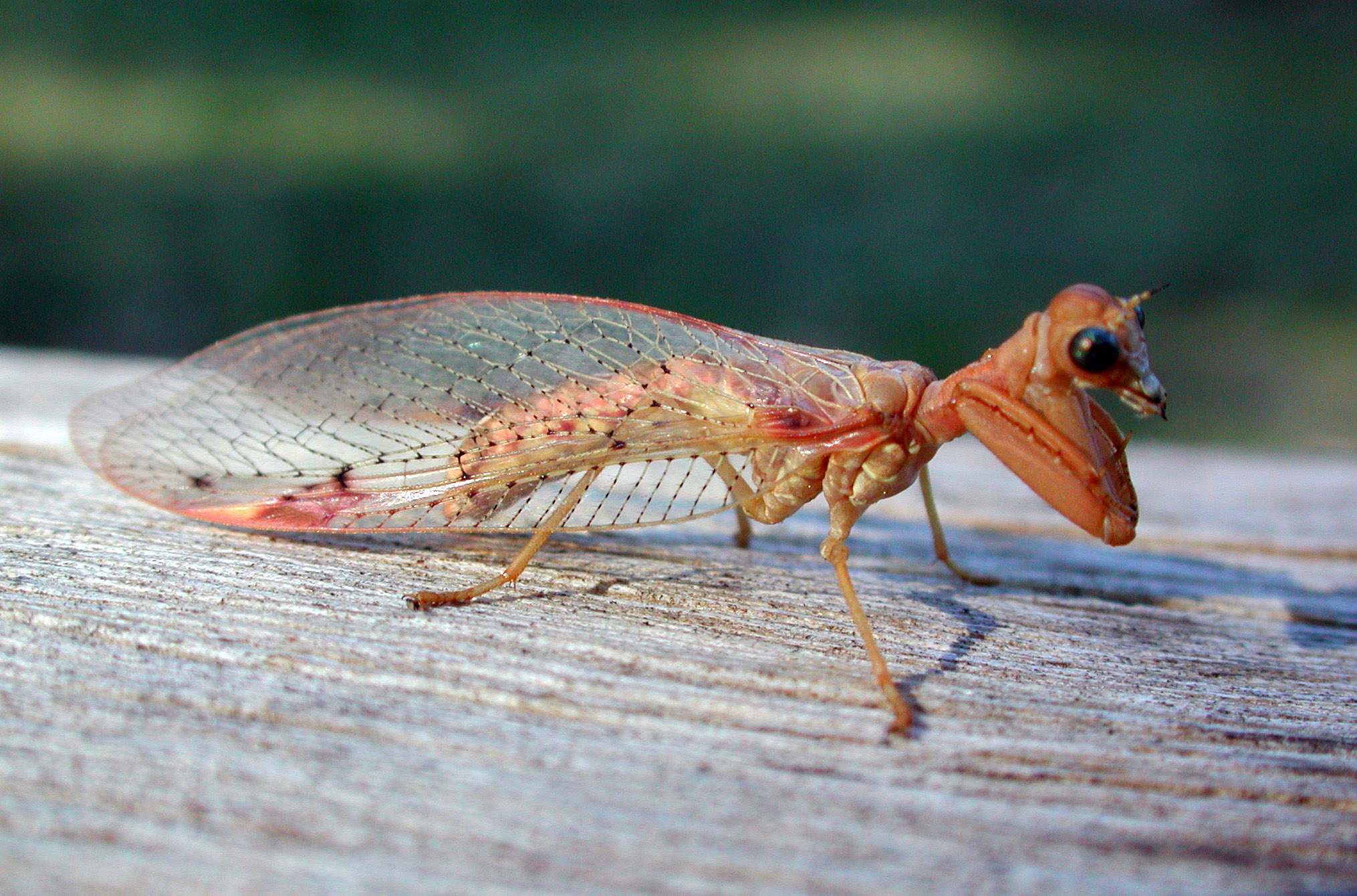
Ditaxis biseriata (Neuroptera: Mantispidae)

#### Mantispidae
São insetos que se parecem muito com os louva-a-deus, com as pernas anteriores raptatórias, mas possuem asas membranosas que não se dobram sobre o seu corpo, antenas clavadas e cercos ausentes. Mais de 400 espécies desta família já foram descritas. As fêmeas deste grupo fazem posturas agregadas e os ovos são ligados por um pedúnculo pequeno. As larvas são ágeis e predadoras de aranhas, são capazes de predar os ovos que estão em ovissacos e sugar todo o conteúdo, por meio de suas mandíbulas e maxilas, que são modificadas para furar e sugar. Os insetos desta família ovipositam em grande quantidade, em agrupamentos recatados, e os ovos estão presos ao substrato por um pequeno pedúnculo feito por secreções das glândulas das fêmeas.
O número de ovos é muito relativo, variando entre as espécies; por exemplo, Mantispa pulchella produz algo em torno de seis agrupamentos, que têm em média 188 ovos; já Mantispa interrupta produz em torno de cinco a seis agrupamentos, com 1.558 ovos cada. A quantidade de ovos que cada espécie deposita também é influenciada pelo tamanho corporal da fêmea.
As larvas jovens (planidia) são campodeiformes e muito ágeis, com corpo longo e esguio, pernas bem desenvolvidas e antenas também longas e esguias. Elas passam o inverno sem se alimentarem, e na primavera vão para ovissacos de aranhas Lycosidae, onde se alimentam das aranhas jovens, e seus corpos se tornam proporcionalmente mais robustos. Então, a larva passa por uma metamorfose, transformando-se no que é conhecido como a segunda larva. Nesse estágio, a larva é escarabeiforme, com pernas muito reduzidas, antenas curtas e cabeça muito pequena. Completamente desenvolvida, essa larva mede de 7 a 10 mm, e tece um casulo, mudando para pupa dentro da pele da larva. Depois, essa pele é descartada e, finalmente, após um mês dentro do casulo, a pupa se torna ativa, perfurando o casulo e o ovissaco, e rasteja um pouco até se transformar plenamente em um adulto.

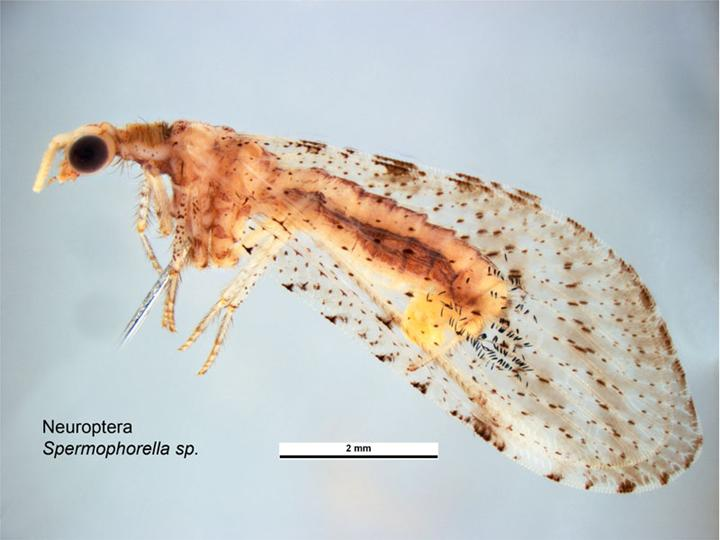
Spermophorella sp. (Neuroptera: Berothidae)

#### Berothidae
A maior parte das espécies já descritas que compõe essa família habita regiões tropicais e temperadas. Os Berothidae formam uma pequena família que apresenta cerca de 110 espécies conhecidas em 24 gêneros. Os indivíduos desse grupo, quando na fase adulta, assemelham-se a hemerobiídeos, porém podem ser diferenciados por um par de tufos de cerdas compridas no vértice. Em relação à biologia desses animais, pouco se sabe. Como os adultos são quase exclusivamente coletados à luz, eles são considerados noturnos. Alguns trabalhos com larvas de Lomanyia laiipennis mostraram que, no primeiro e terceiro ínstares, os indivíduos desse grupo são predadores muito móveis e se alimentam de cupins, enquanto que no segundo ínstar, não se alimentam e têm pernas curtas e grossas.

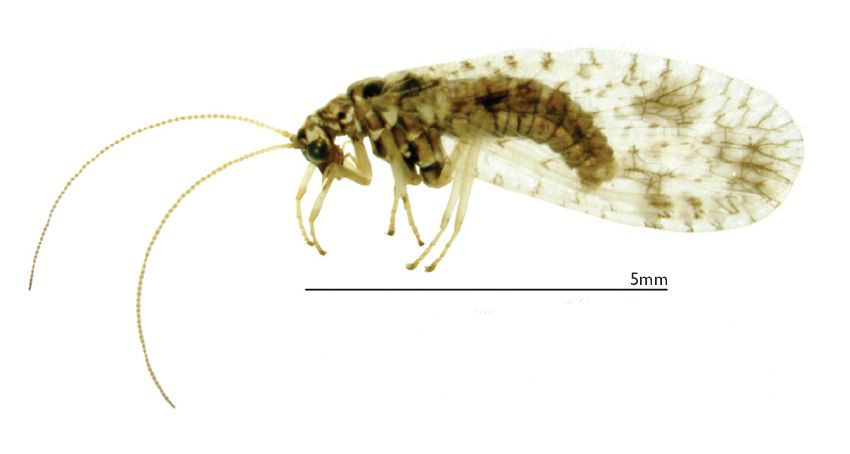
Micromus variegatus (Neuroptera: Rhachiberothidae)

#### Rhachiberothidae
Rhachiberothidae, originalmente descrita como subfamília dos Berothidae e posteriormente transferida para a família Mantispidae, foi elevada a família recentemente, e agora é vista como grupo-irmão de Berothidae. É uma família pequena, com poucas espécies conhecidas, e com distribuição restrita a partes subsaarianas da África, com registros da Etiópia, do Zimbábue, da Angola, da Namíbia, da África do Sul, da Tanzânia e do Quênia.

## Ciclo de Vida e Desenvolvimento

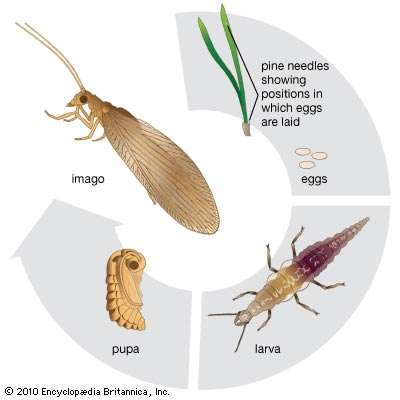
Ciclo de vida dos neurópteros

O desenvolvimento dos neurópteros é holometábolo, ou seja, com metamorfose completa, passando pelos estágios de ovo, larva, pupa e imago (adulto). Os ovos de Neuroptera podem ser depositados livremente em solo leve, cimentados diretamente em uma superfície ou cimentados na extremidade de uma estrutura produzida por glândulas no sistema reprodutivo da fêmea. Durante o processo de cimentação (alocação do ovo), a fêmea coloca a ponta do abdômen sobre uma superfície e começa a exsudar um líquido viscoso. Ela então levanta o abdômen lentamente para puxar o fluido para um filamento delgado. O fluido endurece rapidamente e o ovo é preso por sua extremidade posterior ao topo do pedúnculo.
As larvas eclodem após 5 a 14 dias, a menos que o ovo esteja no estágio de invernagem, semelhante a um estado de quiescência. A larva dos neurópteros gera um duplo casulo, exsudando a seda esbranquiçada ou amarelada. Primeiro, um casulo frouxamente tecido é gerado e preso a uma superfície, e então a larva gera um segundo casulo bem tecido dentro do primeiro. As paredes dos dois casulos podem estar próximas ou separadas, dependendo da espécie. A larva pode passar vários dias ou meses dentro do casulo antes que a muda de pupa ocorra, sendo que os membros da pupa estão livres. Em algumas espécies, a pupa irrompe do casulo, mas a maioria das espécies usa suas mandíbulas funcionais para mastigar um orifício de saída. Os adultos aparecem quando a pupa sai do casulo ou depois de ter atingido uma posição adequada. Algumas espécies têm duas ou mais crias por ano, embora o ciclo de vida não exceda 12 meses. O acasalamento pode ocorrer a qualquer momento durante a vida da fêmea adulta, e em algumas espécies ela retém ovos fertilizados em seu corpo até que as condições climáticas sejam adequadas.

## Ecologia e Importância Econômica
Os insetos da Ordem Neuroptera têm grande importância na manutenção de ambientes naturais ou de ambientes modificados por ação antrópica, pois todas as larvas e adultos do grupo são predadores e carnívoros, com exceção dos parasitas Sisyridae. Tirando os himenópteros, os neurópteros são os mais eficientes no que tange ao controle das pragas agrícolas. Crisopídeos, hemerobiídeos e mantispídeos são considerados inimigos naturais para o controle biológico nas lavouras e plantações, e por conta dessa importância ecológica e econômica esses grupos são muito estudados, principalmente o primeiro.
Os crisopídeos são um dos mais importantes predadores dos Neuroptera presentes em vários agroecossistemas. Os adultos possuem hábitos de vida e alimentares diferentes de suas formas larvais e joviais, o que confere uma enorme vantagem ao grupo, já que adultos e larvas exploram habitats diferentes e isso reduz drasticamente a competição intraespecífica. Eles predam outros artrópodes como pulgões, cochonilhas, ácaros, mosca-branca, psilídeos, ovos de lepidópteros e coleópteros.